# Schutzstaffel
Schutzstaffelⓘ (em português "Tropa de Proteção"), abreviada como SS, ϟϟ  ou  (em Alfabeto rúnico), foi uma organização paramilitar ligada ao Partido Nazista e a Adolf Hitler na Alemanha Nazista e mais tarde na Europa ocupada pelos alemães durante a Segunda Guerra Mundial. Tudo começou com uma pequena unidade de guarda conhecida como Saal-Schutz composta por voluntários do Partido Nazista para fornecer segurança para as reuniões do partido em Munique. Em 1925, Heinrich Himmler ingressou na unidade, que já havia sido reformada e recebeu seu nome final. Sob sua direção (1929-1945), passou de uma pequena formação paramilitar durante a República de Weimar a uma das organizações mais poderosas da Alemanha Nazista. De 1929 até o colapso do regime em 1945, a SS foi a principal agência de segurança, vigilância e terror na Alemanha e na Europa ocupada pela mesma.
Os dois principais grupos constituintes foram o Allgemeine SS e Waffen-SS. A Allgemeine SS foi responsável por fazer cumprir a política racial da Alemanha Nazista e o policiamento geral, enquanto a Waffen-SS consistia em unidades de combate nas forças armadas da Alemanha Nazista. Um terceiro componente da SS, a SS-Totenkopfverbände (SS-TV; literalmente "Unidades da Cabeça da Morte"), administrava campos de concentração e campos de extermínio. Subdivisões adicionais da SS incluíram as organizações Gestapo e Sicherheitsdienst. Eles foram incumbidos de detectar inimigos reais ou potenciais do estado nazista, neutralizar qualquer oposição, policiar o povo alemão por seu compromisso com a ideologia nazista e fornecer inteligência doméstica e estrangeira.
A SS foi a organização mais responsável pela matança genocida de vítimas do Holocausto, cerca de 5,5 a 6 milhões de judeus e milhões de outras vítimas durante o Holocausto. Membros de todos os seus ramos cometeram crimes de guerra e crimes contra a humanidade durante a Segunda Guerra Mundial. A SS também estava envolvida em empreendimentos comerciais e explorava os presos de campos de concentração como trabalho escravo. Após a derrota da Alemanha Nazista, a SS e o Partido Nazista foram julgados pelo Tribunal Militar Internacional de Nuremberg como organizações criminosas. Ernst Kaltenbrunner, o principal chefe do departamento principal da SS, foi considerado culpado de crimes contra a humanidade nos julgamentos de Nuremberg e foi enforcado em 1946.

## Origens

### Precursor da SS

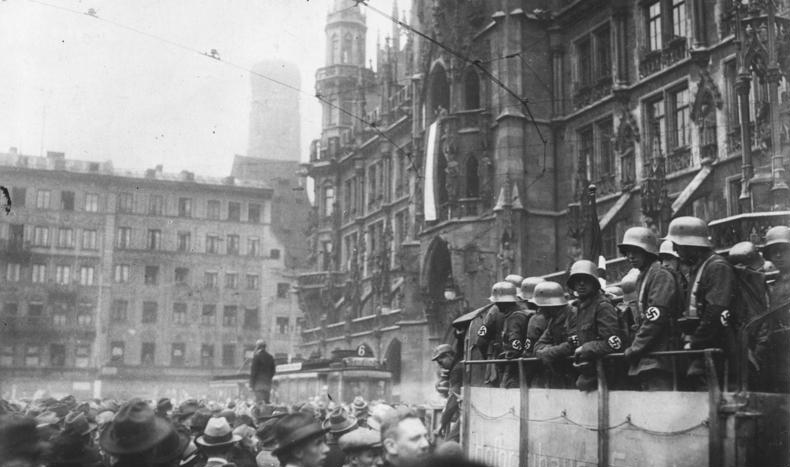
Apoiantes do Partido Nazista e soldados da Stoßtruppen em Munique durante o Putsch da Cervejaria, 1923

Em 1923, o Partido Nazista, liderado por Adolf Hitler, havia criado uma pequena unidade de guarda voluntária conhecida como Saal-Schutz para garantir a segurança em suas reuniões em Munique. No mesmo ano, Hitler ordenou a formação de uma pequena unidade de guarda-costas dedicada ao seu serviço pessoal. Ele desejava que fosse separado da "massa suspeita" do partido, incluindo o paramilitar Sturmabteilung, no qual não confiava. A nova formação foi designada Stabswache. Originalmente, a unidade era composta por oito homens, comandada por Julius Schreck e Joseph Berchtold, e foi modelada após a Marinebrigade Ehrhardt, um Freikorps da época. A unidade foi renomeada para Stoßtrupp em maio de 1923.
O Stoßtrupp foi abolido após o fracassado do Putsch da Cervejaria de 1923, uma tentativa do Partido Nazista de tomar o poder em Munique. Em 1925, Hitler ordenou que Schreck organizasse uma nova unidade de guarda-costas, o Schutzkommando. Foi encarregado de fornecer proteção pessoal a Hitler nas funções e nos eventos do Partido Nazista. Nesse mesmo ano, o Schutzkommando foi expandido para uma organização nacional e renomeado sucessivamente como Sturmstaffel e, finalmente, Schutzstaffel. Oficialmente, a SS marcou sua fundação em 9 de novembro de 1925 (o segundo aniversário do Putsch da Cervejaria). A nova SS protegeriam os líderes do Partido Nazista em toda a Alemanha. A unidade pessoal de proteção da SS de Hitler foi posteriormente ampliada para incluir unidades de combate.

### Primeiros comandantes
Julius Schreck, um membro fundador da Sturmabteilung (SA) e um confidente próximo de Adolf Hitler, se tornou o primeiro chefe da SS em março de 1925. Em 15 de abril de 1926, Joseph Berchtold o sucedeu como chefe da SS. Berchtold mudou o título do cargo para Reichsführer-SS. Berchtold foi considerado mais dinâmico que seu antecessor, mas ficou cada vez mais frustrado com a autoridade que a SA tinha sobre a SS. Isso o levou a transferir a liderança da SS para seu vice, Erhard Heiden, em 1 de março de 1927. Sob a liderança de Heiden, um código de disciplina mais rigoroso foi aplicado do que seria tolerado na SA.
Entre 1925 e 1929, a SS foi considerado um pequeno Gruppe (batalhão) da SA. Exceto na área de Munique, a SS não conseguiu manter seu número de membros, que caiu de mil para 280, à medida que a SA continuava seu rápido crescimento. Como Heiden tentou impedir a dissolução da SS, Heinrich Himmler se tornou seu vice em setembro de 1927. Himmler mostrou boas habilidades organizacionais em comparação com Heiden. A SS estabeleceu um número de Gaus (regiões ou províncias). Os SS-Gaus consistiam em SS-Gau Berlin, SS-Gau Berlin Brandenburg, SS-Gau Franken, SS-Gau Niederbayern, SS-Gau Rheinland-Süd e SS-Gau Sachsen.

### Nomeação de Heinrich Himmler

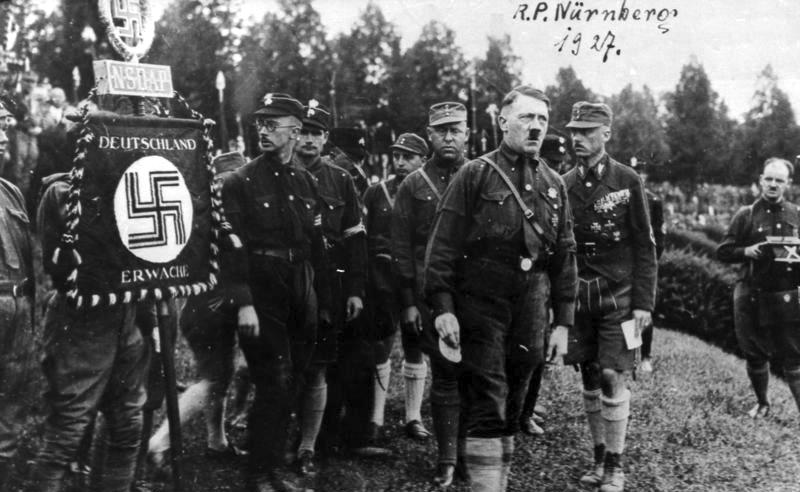
Heinrich Himmler (de óculos, à esquerda de Adolf Hitler) foi um dos primeiros apoiadores do Partido Nazista.

Com a aprovação de Adolf Hitler, Heinrich Himmler assumiu a posição de Reichsführer-SS em janeiro de 1929. Existem relatos diferentes sobre o motivo da destituição de Erhard Heiden de sua posição como chefe da SS. O partido anunciou que foi por "razões familiares". Sob Himmler, a SS se expandiu e ganhou uma posição maior. Ele considerava a SS uma organização nacional-socialista de elite, dirigida ideologicamente, uma "fusão de cavaleiros teutônicos, jesuítas e samurais japoneses". Seu objetivo final era transformar a SS na organização mais poderosa da Alemanha e no ramo mais influente do partido. Ele expandiu a SS para 3 mil membros em seu primeiro ano como líder.
Em 1929, o SS-Hauptamt (Escritório Principal da SS) foi expandido e reorganizado em cinco escritórios principais, que tratam de assuntos gerais de administração, pessoal, finanças, segurança e raça. Ao mesmo tempo, os SS-Gaue foram divididos em três áreas da SS-Oberführerbereiche, nomeadamente a: SS-Oberführerbereich Ost, SS-Oberführerbereich West e SS-Oberführerbereich Süd. Os níveis mais baixos da SS permaneceram praticamente inalterados. Embora oficialmente ainda fosse considerada uma sub-organização da Sturmabteilung (SA) e respondesse ao Stabschef (Chefe do Gabinete da SA), foi também durante esse período que Himmler começou a estabelecer a independência da SS da SA. A SS cresceu em tamanho e poder devido à sua lealdade exclusiva a Hitler, em oposição à SA, que era vista como semi-independente e uma ameaça à hegemonia de Hitler sobre o partido, principalmente porque exigiam uma "segunda revolução" além da que levou o Partido Nazista ao poder. No final de 1933, o número de membros da SS atingiu 209 mil. Sob a liderança de Himmler, a SS continuou a reunir maior poder à medida que mais e mais funções estatais e partidárias eram atribuídas à sua jurisdição. Com o tempo, a SS se tornou responsável apenas por Hitler, um desenvolvimento típico da estrutura organizacional de todo o regime nazista, onde as normas legais foram substituídas por ações realizadas sob o Führerprinzip (princípio do líder), onde a vontade de Hitler era considerada acima da lei.
Na segunda metade de 1934, Himmler supervisionou a criação da SS-Junkerschule, instituições onde os candidatos a oficiais da SS receberam treinamento de liderança, doutrinação política e ideológica e instrução militar. O treinamento enfatizou a crueldade e a dureza como parte do sistema de valores da SS, o que ajudou a promover um senso de superioridade entre os homens e ensinou a eles a autoconfiança. As primeiras escolas foram estabelecidas em Bad Tölz e Braunschweig, com escolas adicionais sendo abertas em Klagenfurt e Praga durante a guerra.

### Ideologia
A SS era considerada a unidade de elite do Partido Nazista. De acordo com a política racial da Alemanha Nazista, nos primeiros dias todos os candidatos a oficiais da SS tinham de fornecer provas de ascendência ariana desde 1750 e para outros ramos até 1800. Depois que a guerra começou e ficou mais difícil confirmar a ancestralidade, o regulamento foi alterado para provar que os avós do candidato eram arianos, conforme estipulado nas Leis de Nuremberg. Outros requisitos eram completa obediência ao Führer e um compromisso com o povo e a nação alemã. Heinrich Himmler também tentou instituir critérios físicos com base na aparência e altura, mas esses requisitos foram apenas pouco aplicados e mais da metade dos homens da SS não atendeu aos critérios. Incentivos como salários mais altos e lares maiores foram fornecidos aos membros da SS, pois era esperado que eles produzissem mais filhos do que a família alemã média como parte de seu compromisso com a doutrina do Partido Nazista.

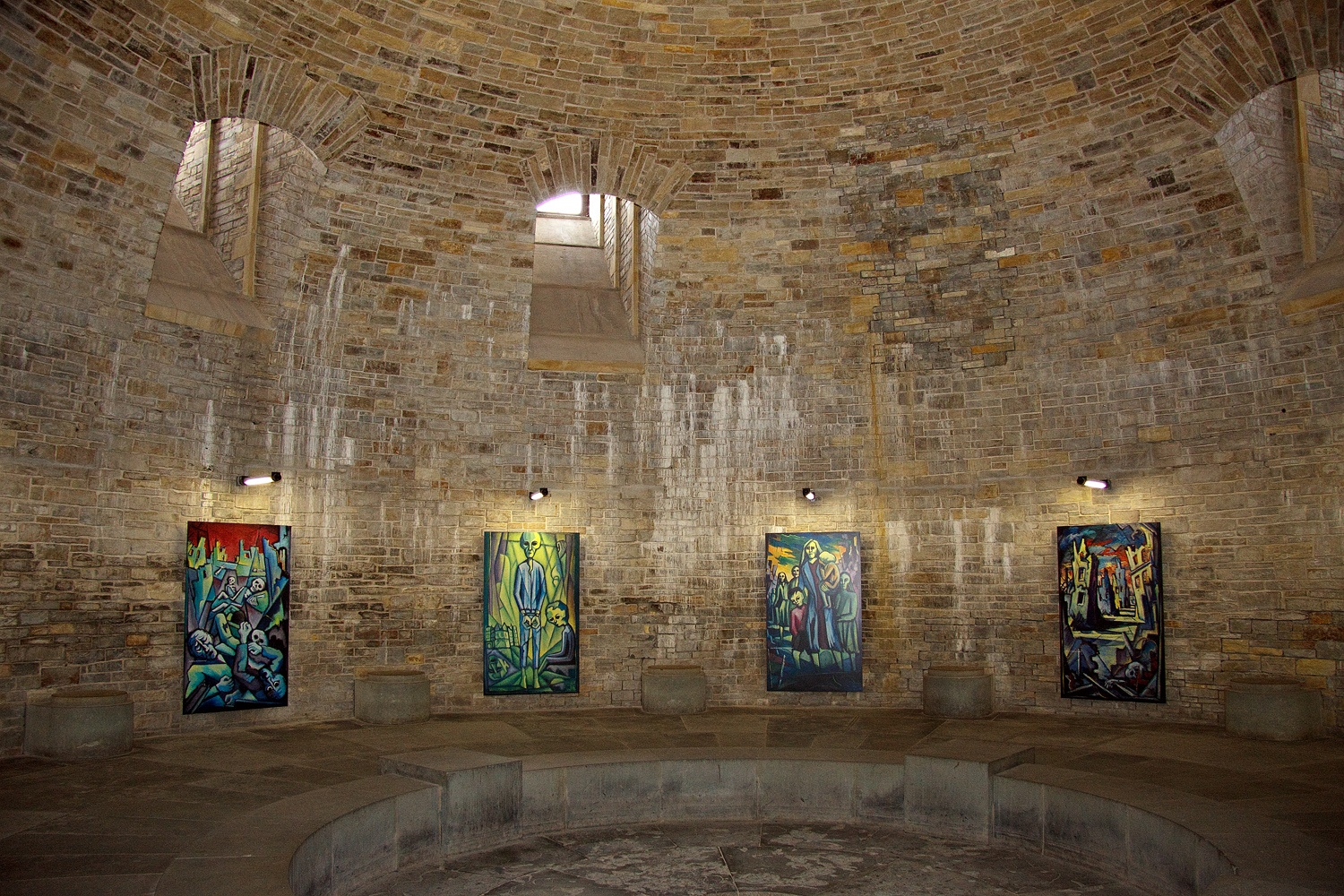
A cripta em Wewelsburg foi reaproveitada por Heinrich Himmler como um local para memorial dos membros mortos da SS. Obras de arte comemorativas do Holocausto estão penduradas nas paredes.

O compromisso com a ideologia da SS foi enfatizado durante todo o recrutamento, processo de associação e treinamento. Membros da SS foram doutrinados na política racial da Alemanha Nazista e foram ensinados que era necessário retirar da Alemanha as pessoas consideradas por essa política como inferiores. Os rituais esotéricos e a concessão de regalias e insígnias para marcos na carreira do homem da SS impregnaram ainda mais os membros da SS com a ideologia nazista. Os membros deveriam renunciar à sua fé cristã e o Natal foi substituído por uma celebração do solstício. Os casamentos da igreja foram substituídos por SS Ehewein, uma cerimônia pagã inventada por Himmler. Esses ritos e cerimônias pseudo-religiosos geralmente aconteciam perto de monumentos dedicados à SS ou em locais especiais designados pela SS. Em 1933, Himmler comprou Wewelsburg, um castelo em Vestfália. Ele inicialmente pretendia que fosse usado como um centro de treinamento da SS, mas seu papel passou a incluir jantares da SS e rituais neopagãos.
A ideologia da SS incluía a aplicação da brutalidade e do terror como uma solução para os problemas militares e políticos. Os SS enfatizaram total lealdade e obediência às ordens até a morte. Adolf Hitler usou isso como uma ferramenta poderosa para promover seus objetivos e os do Partido Nazista. A SS foi incumbida de cometer atrocidades, atividades ilegais e crimes de guerra. Himmler escreveu uma vez que um homem da SS "hesita não por um único instante, mas executa inquestionavelmente ..." qualquer Führer-Befehl (ordem do Führer). Seu lema oficial era "Meine Ehre heißt Treue" (Minha Honra é Lealdade).
Como parte de suas funções centradas na raça durante a Segunda Guerra Mundial, a SS supervisionou o isolamento e o deslocamento das populações de judeus dos territórios conquistados, confiscando seus bens e os deportando para campos de concentração e guetos, onde eram usados como trabalho escravo ou eram imediatamente mortos. Escolhidos para implementar a Solução Final ordenada por Hitler, a SS foram o principal grupo responsável pelo assassinato e democídio institucional de mais de 20 milhões de pessoas durante o Holocausto, incluindo aproximadamente 5,2 milhões a 6 milhões de judeus e 10,5 milhões de eslavos. Um número significativo de vítimas eram membros de outros grupos raciais ou étnicos, como os 258 mil ciganos. A SS estava envolvida em matar pessoas vistas como ameaças à higiene racial ou à ideologia nazista, incluindo deficientes mentais ou físicos, homossexuais e dissidentes políticos. Membros de sindicatos e aqueles que parecem ser afiliados a grupos que se opunham ao regime (religioso, político, social e outros), ou aqueles cujas opiniões eram contraditórias aos objetivos do governo do Partido Nazista, foram reunidos em grande número; incluíam clérigos de todas as religiões, Testemunhas de Jeová, maçons, comunistas e membros do Rotary Club. De acordo com os julgamentos proferidos nos Julgamentos de Nuremberg, bem como muitas investigações de crimes de guerra e julgamentos realizados desde então, a SS foi responsável pela maioria dos crimes de guerra nazistas. Em particular, foi a organização principal que realizou o Holocausto.

## Alemanha antes da guerra
Depois que Adolf Hitler e o Partido Nazista chegaram ao poder em 30 de janeiro de 1933, a SS foi considerada uma organização estatal e um ramo do governo. A aplicação da lei se tornou gradualmente o alcance da SS, e muitas organizações da SS se tornaram de fato agências governamentais.

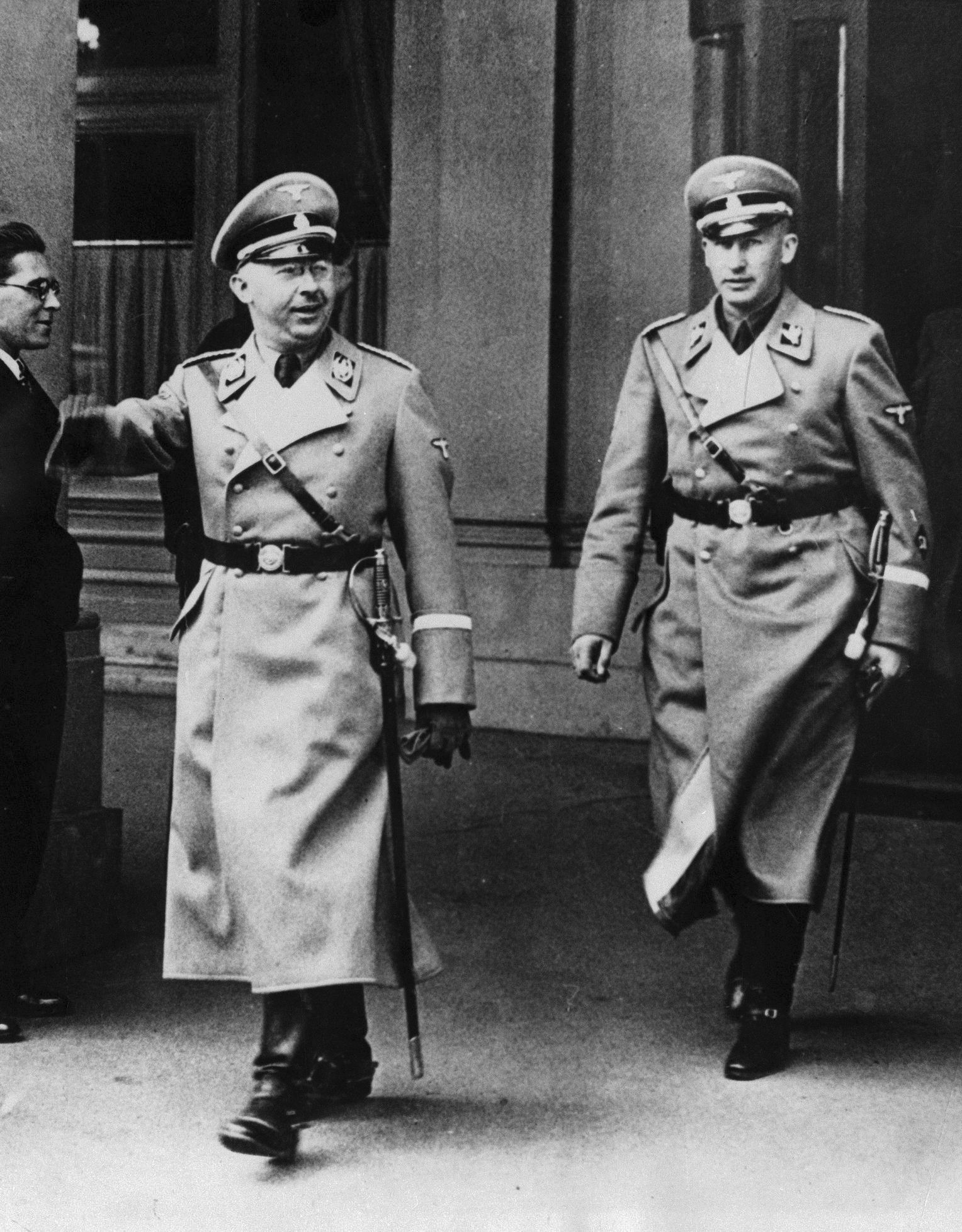
Reinhard Heydrich (à direita) foi o protegido de Heinrich Himmler e uma das principais figuras da SS até seu assassinato em 1942.

A SS estabeleceu um estado policial na Alemanha Nazista, usando a polícia secreta e as forças de segurança sob o controle de Heinrich Himmler para suprimir a resistência a Hitler. Em seu cargo de Ministro-Presidente da Prússia, Hermann Göring havia criado em 1933 uma força policial secreta da Prússia, a Geheime Staatspolizei ou Gestapo, e nomeou Rudolf Diels como chefe. Preocupado com o fato de Diels não ter sido implacável o suficiente para usar a Gestapo efetivamente para neutralizar o poder da Sturmabteilung (SA), Göring entregou seu controle a Himmler em 20 de abril de 1934. Também nessa data, se afastando da prática alemã de longa data de que a aplicação da lei era um assunto estadual e local, Hitler nomeou Himmler chefe de toda a polícia alemã fora da Prússia. Himmler nomeou seu vice e protegido Reinhard Heydrich chefe da Gestapo em 22 de abril de 1934. Heydrich também continuou como chefe do Sicherheitsdienst (SD; serviço de segurança).
A transferência da Gestapo para Himmler foi um prelúdio da Noite das Facas Longas, na qual a maioria da liderança da SA foi presa e posteriormente executada. A SS e a Gestapo realizaram a maioria dos assassinatos. Em 20 de julho de 1934, Hitler destacou a SS da SA, que não era mais uma força influente após o expurgo. A SS se tornou um corpo de elite do Partido Nazista, responsável apenas por Hitler. O título de Reichsführer-SS de Himmler agora se tornou seu posto atual, e o posto mais alto na SS, equivalente ao posto de marechal de campo no exército (seu posto anterior era Obergruppenführer). À medida que a posição e a autoridade de Himmler cresciam, de fato aumentava sua posição.
Em 17 de junho de 1936, todas as forças policiais em toda a Alemanha estavam unidas sob o domínio de Himmler e da SS. Himmler e Heydrich se tornaram assim dois dos homens mais poderosos da administração do país. As forças policiais e de inteligência colocadas sob seu controle administrativo incluíam Sicherheitsdienst (SD), Gestapo, Kriminalpolizei (Kripo; polícia de investigação criminal) e Ordnungspolizei (Orpo; polícia uniformizada regular). Na sua qualidade de chefe de polícia, Himmler era nominalmente subordinado ao Ministro do Interior, Wilhelm Frick. Na prática, como a SS respondeu apenas a Hitler, a fusão de fato da SS com a polícia tornou a polícia independente do controle de Frick. Em setembro de 1939, as agências de segurança e polícia, incluindo a Sicherheitspolizei (SiPo; polícia de segurança) e Sicherheitsdienst (SD) (mas não a Orpo), foram consolidadas no Escritório Principal de Segurança do Reich (RSHA), chefiado por Heydrich. Isso aumentou ainda mais a autoridade coletiva da SS.
Durante a Kristallnacht (9 a 10 de novembro de 1938), os serviços de segurança da SS coordenaram clandestinamente a violência contra os judeus, enquanto SS, Gestapo, SD, Kripo, SiPo e policiais regulares faziam o possível para garantir que, enquanto as sinagogas e os centros comunitários judeus fossem destruídos, as empresas de judeus e moradias próprias permaneceram intactas para que pudessem ser apreendidas mais tarde. No final, milhares de empresas, casas e cemitérios judeus foram vandalizados e saqueados, principalmente por membros da SA. Cerca de 500 a mil sinagogas foram destruídas, principalmente por incêndio criminoso. Em 11 de novembro, Heydrich registrou um número de mortos de 36 pessoas, mas avaliações posteriores estimaram o número de mortes em até 2 mil. Por ordem de Hitler, cerca de 30 mil homens judeus foram presos e enviados para campos de concentração até 16 de novembro. Cerca de 2,5 mil dessas pessoas morreram nos meses seguintes. Foi nesse ponto que o Estado da SS começou a sério sua campanha de terror contra oponentes políticos e religiosos, que eles encarceraram sem julgamento ou supervisão judicial por causa da "segurança, reeducação ou prevenção".
Em setembro de 1939, a autoridade da SS se expandiu ainda mais quando o oficial sênior da SS em cada distrito militar também se tornou seu chefe de polícia. A maioria desses líderes da SS e da polícia detinha o posto de SS-Gruppenführer ou superior e respondia diretamente a Himmler em todos os assuntos da SS em seu distrito. Ao declarar uma emergência, eles poderiam contornar os escritórios administrativos do distrito para SS, SD, SiPo, SS-Totenkopfverbände (SS-TV; guardas de campos de concentração) e Orpo, ganhando assim o controle operacional direto desses grupos.

### Guarda-costas pessoais de Adolf Hitler

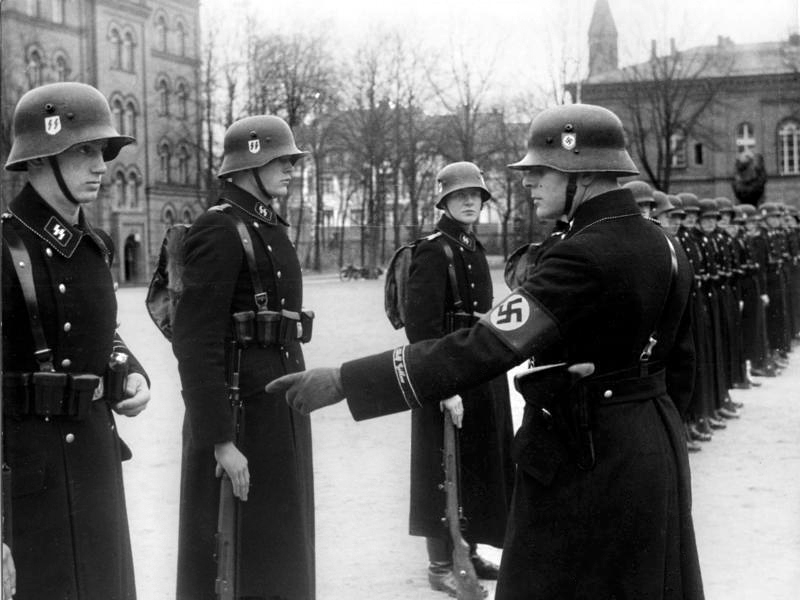
Inspeção de tropas em Berlim de Leibstandarte Adolf Hitler, 1938

À medida que a SS cresceu em tamanho e importância, o mesmo aconteceu com as forças de proteção pessoal de Adolf Hitler. Três grupos principais da SS foram designados para proteger Hitler. Em 1933, sua maior unidade de guarda-costas pessoais (anteriormente a 1.ª SS-Standarte) foi chamada a Berlim para substituir a Guarda da Chancelaria do Exército, designada para proteger o Chanceler da Alemanha. Sepp Dietrich comandava a nova unidade, anteriormente conhecida como SS-Stabswache Berlin; o nome foi alterado para SS-Sonderkommando Berlin. Em novembro de 1933, o nome foi alterado para Leibstandarte Adolf Hitler. Em abril de 1934, Heinrich Himmler modificou o nome para Leibstandarte SS Adolf Hitler (LSSAH). A LSSAH protegia as residências e escritórios particulares de Hitler, fornecendo um anel externo de proteção para o Führer e seus convidados. Os homens da LSSAH possuíam postos de sentinela nas entradas da antiga Chancelaria do Reich e da nova Chancelaria do Reich. O número dos homens da LSSAH foi aumentado durante eventos especiais. No Berghof, a residência de Hitler em Obersalzberg, um grande contingente da LSSAH patrulhava uma extensa zona de segurança.
De 1941 em diante, o Leibstandarte se tornou a quarta entidade distinta, a divisão Waffen-SS (desconectada da proteção de Hitler, mas uma formação da Waffen-SS), a Guarda Chancelaria de Berlim, o regimento de segurança da SS atribuído em Obersalzberg e um baseado em Munique que protegeram Hitler quando ele visitou seu apartamento e a sede do Brown House do Partido Nazista em Munique. Embora a unidade estivesse nominalmente sob Himmler, Dietrich era o verdadeiro comandante e lidava com a administração no dia-a-dia.
Duas outras unidades da SS compunham o anel interno da proteção de Hitler. O SS-Begleitkommando des Führers (Comando de Escolta do Führer), formado em fevereiro de 1932, serviu como escolta de proteção de Hitler enquanto ele estava viajando. Esta unidade consistia em oito homens que serviam 24 horas por dia protegendo Hitler em turnos. Mais tarde, o SS-Begleitkommando foi expandido e ficou conhecido como Führerbegleitkommando (Comando de Escolta Führer; FBK). Continuou sob comando separado e permaneceu responsável pela proteção de Hitler. O Führer Schutzkommando (Comando de Proteção do Führer; FSK) era uma unidade de proteção fundada por Himmler em março de 1933. Originalmente, ele foi encarregado de proteger Hitler apenas enquanto ele estava dentro das fronteiras da Baviera. No início de 1934, eles substituíram o SS-Begleitkommando pela proteção de Hitler em toda a Alemanha. O FSK foi renomeado para Reichssicherheitsdienst (Serviço de Segurança do Reich; RSD) em agosto de 1935. Johann Rattenhuber, chefe da RSD, em sua maioria, recebeu suas ordens diretamente de Hitler. O atual chefe do FBK atuou como seu substituto. Onde quer que Hitler estivesse na residência, membros do RSD e do FBK estariam presentes. Os homens da RSD patrulhavam o local e os homens do FBK forneciam uma proteção de segurança interna. O RSD e o FBK trabalharam juntos para segurança e proteção pessoal durante as viagens e eventos públicos de Hitler, mas operaram como dois grupos e usaram veículos separados. Em março de 1938, ambas as unidades usavam o uniforme cinza padrão da SS. O uniforme do RSD tinha o diamante da Sicherheitsdienst (SD) na manga inferior esquerda.

### Campos de concentração

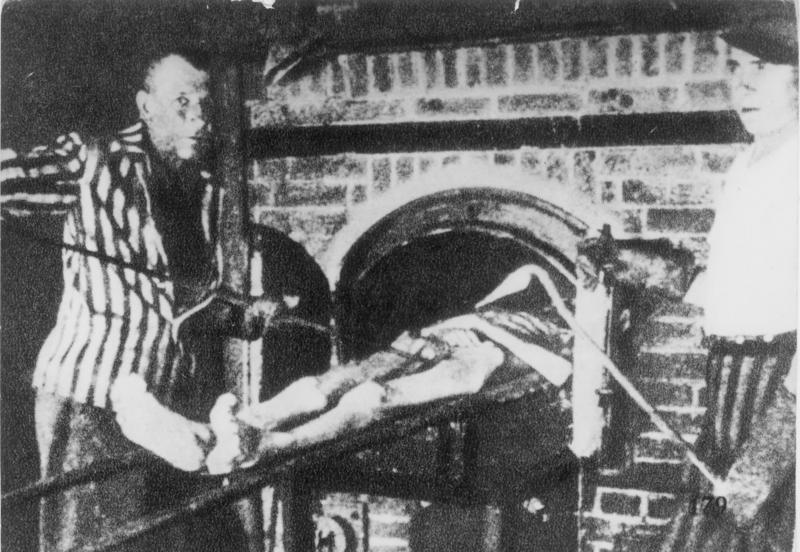
Crematório no campo de concentração de Dachau, maio de 1945 (foto tirada após a libertação)

A SS estava intimamente associada ao sistema de campos de concentração da Alemanha Nazista. Em 26 de junho de 1933, Heinrich Himmler nomeou SS-Oberführer Theodor Eicke como comandante do campo de concentração de Dachau, um dos primeiros campos de concentração nazistas. Foi criado para consolidar os muitos pequenos campos que foram criados por várias agências policiais e pelo Partido Nazista para abrigar presos políticos. A estrutura organizacional que Eicke instituiu em Dachau permaneceu como modelo para todos os campos de concentração posteriores. Depois de 1934, Eicke foi nomeado comandante da SS-Totenkopfverbände (SS-TV), a formação da SS responsável pela condução dos campos de concentração sob a autoridade da SS e Himmler. Conhecidas como as "Unidades da Cabeça da Morte", a SS-TV foi organizada pela primeira vez como vários batalhões, cada um baseado em um dos principais campos de concentração da Alemanha. A liderança nos campos foi dividida em cinco departamentos: comandante e ajudante, divisão de assuntos políticos, custódia protetora, administração e pessoal médico. Em 1935, Himmler conseguiu a aprovação de Adolf Hitler e as finanças necessárias para estabelecer e operar campos adicionais. Seis campos de concentração que abrigavam 21,4 mil presos (principalmente presos políticos) no início da guerra em setembro de 1939. No final da guerra, centenas de campos de tamanhos e funções variados haviam sido criados, abrigando quase 715 mil pessoas, a maioria das quais foram alvo do regime por causa de sua raça. A população do campo de concentração aumentou em conjunto com as derrotas sofridas pelo regime nazista; quanto pior a catástrofe, maior o medo da subversão, levando a SS a intensificar sua repressão e terror.

## SS na Segunda Guerra Mundial
Com o início da Segunda Guerra Mundial, a SS havia se consolidado em sua forma final, composta por três organizações principais: o Allgemeine SS, SS-Totenkopfverbände e a Waffen-SS, que foi fundado em 1934 como SS-Verfügungstruppe (SS-VT) e renomeado em 1940. A Waffen-SS evoluíram para um segundo exército alemão ao lado da Wehrmacht e operaram em conjunto com eles, especialmente com o Heer (Exército Alemão). No entanto, nunca obteve total "independência de comando", nem jamais foi um "sério rival" do Exército Alemão. Os membros nunca foram capazes de ingressar nas hierarquias do Alto Comando Alemão e dependia do exército para obter armas e equipamentos pesados. Embora as hierarquias da SS geralmente tenham equivalentes nos outros serviços, o sistema de hierarquias da SS não copiava os termos e as hierarquias usadas pela Wehrmacht. Em vez disso, usou as hierarquias estabelecidas pela Freikorps pós-Primeira Guerra Mundial e pela Sturmabteilung (SA). Isso foi feito principalmente para enfatizar a SS como independente da Wehrmacht.

### Invasão da Polônia

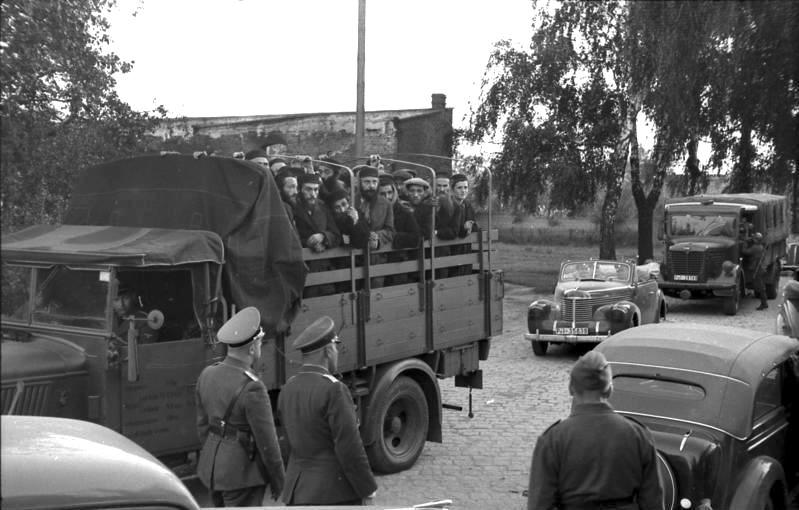
Judeus poloneses presos pela Sicherheitsdienst (SD) e pela polícia, setembro de 1939

Na invasão da Polônia em setembro de 1939, o LSSAH e o SS-VT lutaram como regimentos de infantaria móvel separados. O LSSAH se tornou notório por incendiar vilarejos sem justificativa militar. Membros da LSSAH cometeram atrocidades em várias cidades, incluindo o assassinato de 50 judeus poloneses em Błonie e o massacre de 200 civis, incluindo crianças, que foram massacrados em Złoczew. Também ocorreram massacres em Bolesławiec, Torzeniec, Goworowo, Mława e Włocławek. Alguns membros seniores da Wehrmacht não estavam convencidos de que as unidades estavam totalmente preparadas para o combate. Suas unidades assumiram riscos desnecessários e tiveram uma taxa de baixas mais alta que o exército. Generaloberst Fedor von Bock foi bastante crítico; após uma visita de abril de 1940 à divisão SS-Totenkopf, ele descobriu que o treinamento de batalha era "insuficiente". Adolf Hitler achava que as críticas eram típicas da "concepção ultrapassada da cavalaria do exército". Em sua defesa, a SS insistiu que suas formações armadas haviam sido prejudicadas por terem que lutar aos poucos e estavam inadequadamente equipadas pelo exército.
Após a invasão, Hitler confiou à SS ações de extermínio codinome Operação Tannenberg e AB-Aktion para remover líderes em potencial que pudessem formar uma resistência à ocupação alemã. Os assassinatos foram cometidos pela Einsatzgruppen (forças-tarefa; grupos de destacamento), assistidos por grupos paramilitares locais. Homens das unidades de Einsatzgruppen foram retirados da SS, Sicherheitsdienst (SD) e da polícia. Cerca de 65 mil civis poloneses, incluindo ativistas, intelectuais, acadêmicos, professores, atores, ex-oficiais e outros, foram mortos no final de 1939. Quando a liderança do exército registrou reclamações sobre a brutalidade que os Einsatzgruppen enfrentavam, Reinhard Heydrich informou que estava agindo "de acordo com a ordem especial do Führer". O primeiro massacre sistemático de judeus pelos Einsatzgruppen ocorreu em 6 de setembro de 1939 durante o ataque a Cracóvia.

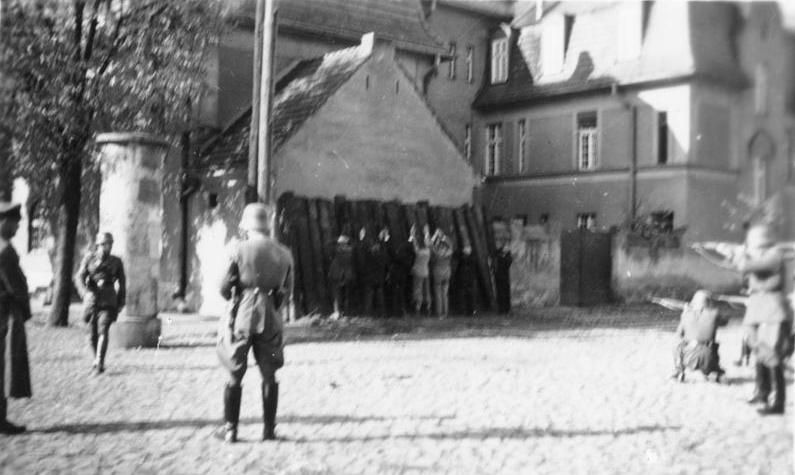
Einsatzgruppen massacrando civis em Kórnik, 1939

Satisfeito com o desempenho na Polônia, Hitler permitiu maior expansão das formações armadas da SS, mas insistiu que novas unidades permanecessem sob o controle operacional do exército. Enquanto o SS-Leibstandarte permaneceu um regimento independente, funcionando como guarda-costas pessoal de Hitler, os outros regimentos, SS-Deutschland, SS-Germania e SS-Der Führer, foram combinados para formar a SS-Verfügungs-Division. Uma segunda divisão da SS, a SS-Totenkopf, foi formada por guardas de campos de concentração da SS-TV, e uma terceira, a SS-Polizei, foi criada por voluntários da polícia. A SS ganhou controle sobre seus próprios sistemas de recrutamento, logística e suprimento para suas formações armadas naquele momento. As SS, Gestapo e SD estavam encarregadas da administração militar provisória na Polônia até a nomeação de Hans Frank como Governador-Geral em 26 de outubro de 1939.

### Batalha da França
Em 10 de maio de 1940, Adolf Hitler iniciou a Batalha da França, uma grande ofensiva contra a França e a região dos Países Baixos. A SS forneceu duas das 89 divisões empregadas. O LSSAH e os elementos do SS-VT participaram da invasão terrestre da Batalha dos Países Baixos. Simultaneamente, tropas aéreas foram retiradas para capturar os principais aeroportos, pontes e ferrovias neerlandesas. Na campanha de cinco dias, o LSSAH se uniu a unidades do exército e tropas aéreas depois de vários confrontos com defensores neerlandeses.

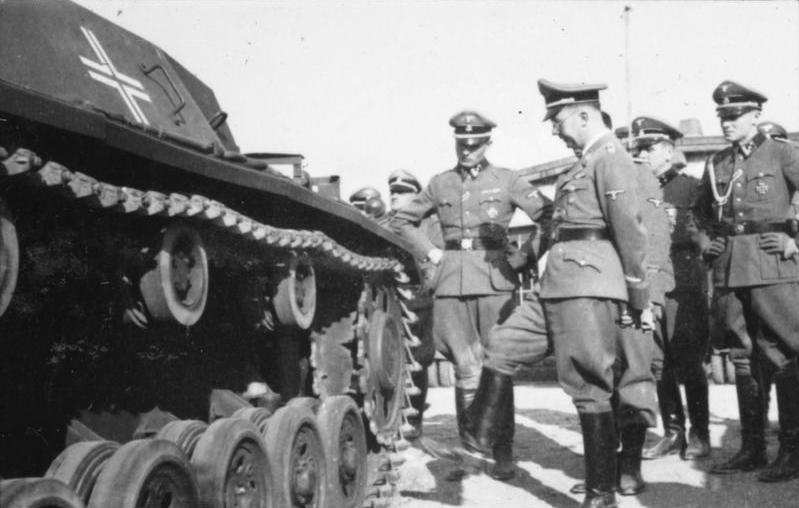
Heinrich Himmler inspecionando um Sturmgeschütz III da 1.ª Divisão SS Leibstandarte SS Adolf Hitler em Metz, França, setembro de 1940

As tropas da SS não participaram da investida pelas Ardenas e pelo Rio Mosa. Em vez disso, o SS-Totenkopf foi convocado da reserva do exército para lutar em apoio à 7.ª Divisão Panzer do Generalmajor Erwin Rommel, à medida que avançavam em direção ao Canal da Mancha. Em 21 de maio, os britânicos lançaram um contra-ataque blindado contra os flancos da 7.ª Divisão Panzer e a SS-Totenkopf. Os alemães prenderam as tropas britânicas e francesas em Dunquerque. No dia 27 de maio, a SS-Totenkopf perpetrou o Massacre de Le Paradis, onde 97 homens do 2.º batalhão, Regimento Real de Norfolk foram metralhados a tiros após se renderem, com sobreviventes terminando com baionetas. Dois homens sobreviveram. Em 28 de maio, a SS-Leibstandarte havia tomado Wormhout, a 16 km de Dunquerque. Lá, soldados do 2.º batalhão foram responsáveis pelo Massacre de Wormhoudt, onde 80 soldados britânicos e franceses foram assassinados depois que se renderam. Segundo o historiador Charles Sydnor, a "imprudência fanática no ataque, defesa suicida contra ataques inimigos e atrocidades selvagens cometidas diante de objetivos frustrados" exibidas pela divisão SS-Totenkopf durante a invasão eram típicas das tropas da SS como um todo.
No final da campanha, Hitler expressou seu prazer pela atuação da SS-Leibstandarte, dizendo a eles: "De agora em diante, será uma honra para você, de levar o meu nome, para conduzir todo ataque alemão." O SS-VT foi renomeado para Waffen-SS em um discurso feito por Hitler em julho de 1940. Hitler então autorizou o alistamento de "pessoas percebidas como de estoque relacionado", como Heinrich Himmler colocou, para expandir as fileiras. Dinamarqueses, neerlandeses, noruegueses, suecos e finlandeses se ofereceram para lutar na Waffen-SS, sob o comando de oficiais alemães. Eles foram reunidos para formar a nova divisão SS-Wiking. Em janeiro de 1941, a divisão SS-Verfügungs foi renomeada divisão SS-Reich (motorizada), e foi renomeada como 2.ª divisão SS Das Reich, quando foi reorganizada como uma divisão Panzergrenadier em 1942.

### Campanha dos Balcãs
Em abril de 1941, o Exército Alemão invadiu a Iugoslávia e a Grécia. O LSSAH e o SS Das Reich foram anexados a um corpo Panzer do exército separado. Fritz Klingenberg, comandante da divisão SS Das Reich, levou seus homens pela Iugoslávia à capital, Belgrado, onde um pequeno grupo na vanguarda aceitou a rendição da cidade em 13 de abril. Alguns dias depois, a Iugoslávia se rendeu. As unidades policiais da SS começaram imediatamente a tomar reféns e a realizar represálias, uma prática que se tornou comum. Em alguns casos, eles se juntaram à Wehrmacht. Semelhante à Polônia, as políticas de guerra dos nazistas nos Bálcãs resultaram em ocupação brutal e assassinato racista em massa. A Sérvia se tornou o segundo país (depois da Estônia) declarado Judenfrei (livre de judeus).
Na Grécia, a Wehrmacht e a Waffen-SS encontraram resistência da Força Expedicionária Britânica (BEF) e do Exército da Grécia. O combate foi intensificado pelo terreno montanhoso, com suas passagens estreitas e fortemente defendidas. O LSSAH estava na vanguarda do impulso alemão. O BEF evacuou por mar para Creta, mas tiveram que fugir novamente no final de maio, quando os alemães chegaram. Como a Iugoslávia, a conquista da Grécia colocou seus judeus em perigo, pois os nazistas imediatamente tomaram uma variedade de medidas contra eles. Inicialmente confinados nos guetos, a maioria foi transportada para o campo de concentração de Auschwitz em março de 1943, onde foram mortos nas câmaras de gás na chegada. Dos 80 mil judeus da Grécia, apenas 20% sobreviveram à guerra.

## Guerra no leste
Em 22 de junho de 1941, Adolf Hitler iniciou a Operação Barbarossa, a invasão da União Soviética. A guerra em expansão e a necessidade de controlar os territórios ocupados forneceram as condições para Heinrich Himmler consolidar ainda mais os órgãos policiais e militares da SS. A rápida aquisição de vastos territórios no Oriente exerceu considerável pressão sobre as organizações policiais da SS, que se esforçavam para se adaptar aos novos desafios de segurança.
A 1.ª e a 2.ª Brigadas de Infantaria da SS, formadas por guardas de campos de concentração excedentes da SS-TV, e a Brigada de Cavalaria da SS se mudaram para a União Soviética, atrás dos exércitos que avançavam. No início, eles lutaram contra Partisans Soviéticos, mas no outono de 1941 deixaram o papel antipartidário para outras unidades e participaram ativamente do Holocausto. Enquanto ajudavam os Einsatzgruppen, formaram pelotões de fuzilamento que participaram de massacres da população judaica na União Soviética.
Em 31 de julho de 1941, Hermann Göring deu a Reinhard Heydrich autorização por escrito para garantir a cooperação de líderes administrativos de vários departamentos do governo para realizar o genocídio dos judeus em territórios sob controle alemão. Heydrich foi fundamental na realização desses extermínios, pois a Gestapo estava pronta para organizar deportações no Ocidente e seus Einsatzgruppen já estavam conduzindo extensas operações de matança no Oriente. Em 20 de janeiro de 1942, Heydrich presidiu uma reunião, chamada Conferência de Wannsee, para discutir a implementação do plano.
Durante as batalhas na União Soviética durante 1941 e 1942, a Waffen-SS sofreram enormes baixas. O LSSAH e a 2.ª divisão SS Das Reich perderam mais da metade de suas tropas para doenças e combate. Na necessidade de recrutas, Himmler começou a aceitar soldados que não se encaixavam no perfil racial original da SS. No início de 1942, SS-Leibstandarte, SS-Totenkopf e SS-Das Reich foram retirados para o Ocidente para apoiar as divisões de Panzergrenadier. O Corpo SS-Panzer retornou à União Soviética em 1943 e participou da Terceira batalha de Carcóvia em fevereiro e março.

### Holocausto

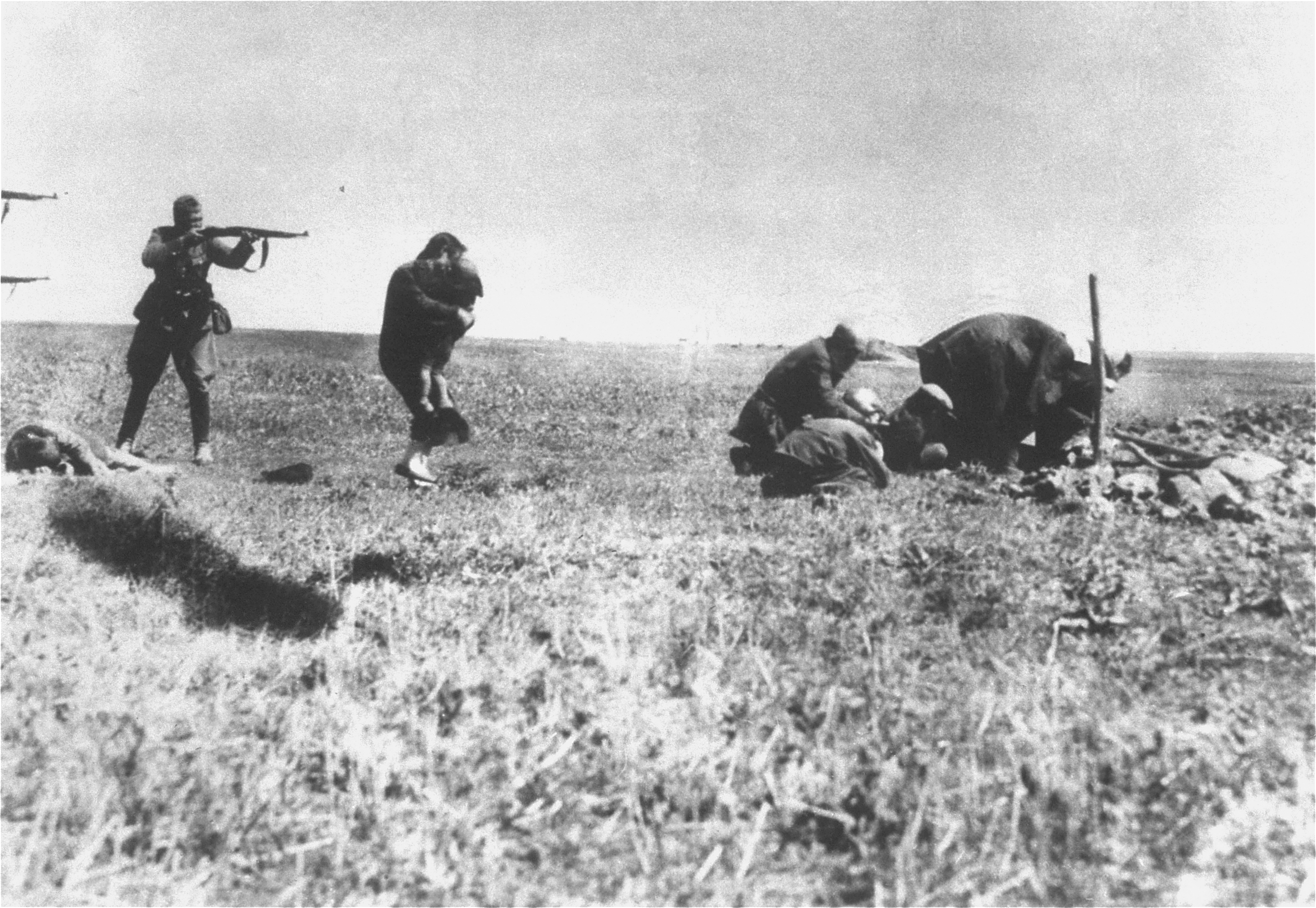
Tropas da Einsatzgruppen assassinando judeus em Ivanhorod, Ucrânia, 1942

A SS foi construída sobre uma cultura de violência, exibida em sua forma mais extrema pelo assassinato em massa de civis e prisioneiros de guerra na Frente Oriental. Aumentado por tropas da Kripo, Orpo (Polícia da Ordem) e Waffen-SS, os Einsatzgruppen atingiram uma força total de 3 mil homens. Os grupos Einsatzgruppen A, B e C foram anexados aos Grupos do Exército Norte, Centro e Sul; Einsatzgruppen D foi designado para o 11.º Exército. O Einsatzgruppen para fins especiais operou no leste da Polônia a partir de julho de 1941. O historiador Richard Rhodes os descreve como "fora dos limites da moralidade"; eles eram "juiz, júri e carrasco, tudo em um", com autoridade para matar qualquer um a seu critério. Após a Operação Barbarossa, essas unidades de Einsatzgruppen, juntamente com a Waffen-SS e a Polícia da Ordem, bem como com a assistência da Wehrmacht, se envolveram no assassinato em massa da população judaica no leste da Polônia e na União Soviética ocupadas. A maior extensão da ação do Einsatzgruppen ocorreu em 1941 e 1942 na Ucrânia e na União Soviética. Antes da invasão, havia 5 milhões de judeus registrados em toda a União Soviética, com 3 milhões daqueles residindo nos territórios ocupados pelos alemães; quando a guerra terminou, mais de 2 milhões haviam sido assassinados.
As atividades de extermínio da Einsatzgruppen geralmente seguiam um procedimento padrão, com o chefe da Einsatzgruppen entrando em contato com o comandante da unidade Wehrmacht mais próximo para informá-lo da ação iminente; isso foi feito para que eles pudessem coordenar e controlar o acesso aos locais de execução. Inicialmente, as vítimas eram baleadas, mas esse método se mostrou impraticável para uma operação em larga escala. Além disso, depois de Heinrich Himmler observar o assassinato de 100 judeus em Minsk, Bielorrússia, em agosto de 1941, ele ficou preocupado com o impacto que tais ações estavam causando na saúde mental de seus homens da SS. Ele decidiu que métodos alternativos de matar deveriam ser encontrados, o que levou à introdução dos caminhões de gás. No entanto, estes não eram populares entre os homens, porque remover os cadáveres dos caminhões e enterrá-los era uma provação horrível. Prisioneiros ou auxiliares eram frequentemente designados para realizar essa tarefa, a fim de poupar os homens da SS do trauma.

### Operações anti-partisans
Em resposta às dificuldades do exército em lidar com Partisans Soviéticos, Adolf Hitler decidiu em julho de 1942 transferir as operações anti-partisans para a polícia da SS. Isso colocou o assunto sob a alçada de Heinrich Himmler. Como Hitler ordenou em 8 de julho de 1941 que todos os judeus fossem considerados partisans, o termo "Operações anti-partisans" foi usado como eufemismo para o assassinato de judeus, bem como para combater efetivamente os elementos de resistência. Em julho de 1942, Himmler ordenou que o termo "partisans" não fosse mais usado; em vez disso, os resistentes ao domínio nazista seriam descritos como "bandidos".
Himmler estabeleceu a SS e a Sicherheitsdienst (SD) para trabalhar no desenvolvimento de táticas anti-partisans adicionais e lançou uma campanha de propaganda. Em junho de 1943, Himmler emitiu a ordem Bandenbekämpfung, anunciando simultaneamente a existência da Bandenkampfverbände, tendo como chefe o SS-Obergruppenführer Erich von dem Bach-Zelewski. Empregando tropas principalmente da polícia da SS e Waffen-SS, o Bandenkampfverbände possuía quatro componentes operacionais principais: propaganda, controle centralizado e coordenação das operações de segurança, treinamento de tropas e operações de batalha. Depois que a Wehrmacht alcançou objetivos territoriais, o Bandenkampfverbände garantiu primeiro instalações de comunicações, estradas, ferrovias e hidrovias. Depois disso, eles asseguraram comunidades rurais e instalações econômicas, como fábricas e edifícios administrativos. Uma prioridade adicional foi garantir recursos agrícolas e florestais. A SS supervisionou a coleta da colheita, considerada crítica para as operações estratégicas. Quaisquer judeus na área foram presos e mortos. Comunistas e pessoas de ascendência asiática foram mortos presumivelmente sob a suposição de que eram agentes soviéticos.

### Campos da morte

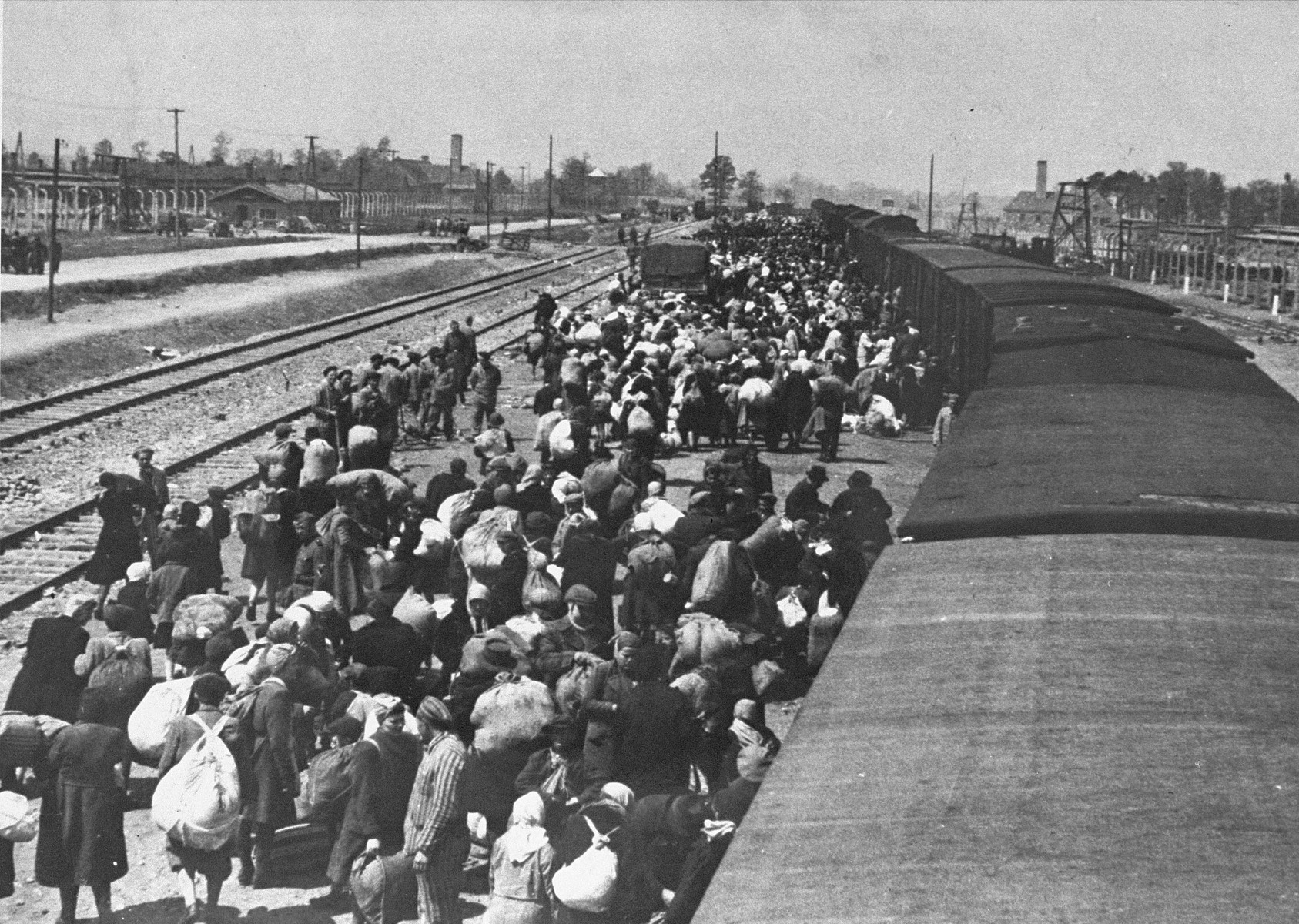
Judeus da Transcarpátia chegando ao campo de concentração de Auschwitz, 1944

Após o início da guerra, Heinrich Himmler intensificou a atividade da SS na Alemanha Nazista e na Europa ocupada pelos nazistas. Um número crescente de judeus e cidadãos alemães considerados politicamente suspeitos ou forasteiros sociais foram presos. À medida que o regime nazista se tornava mais opressivo, o sistema dos campos de concentração crescia em tamanho e operação letal, e crescia em escopo à medida que as ambições econômicas da SS se intensificavam.
A intensificação das operações de matança ocorreu no final de 1941, quando a SS iniciou a construção de instalações de gás estacionárias para substituir o uso de tropas da Einsatzgruppen em assassinatos em massa. As vítimas desses novos campos de extermínio foram mortas com o uso de gás monóxido de carbono de motores de automóveis. Durante a Operação Reinhardt, dirigida por oficiais do Totenkopfverbände, que juraram sigilo, três campos da morte foram construídos na Polônia ocupada: Bełżec (operacional em março de 1942), Sobibor (operacional em maio de 1942) e Treblinka (operacional em julho de 1942), com esquadrões de Homens de Trawniki (colaboradores da Europa Oriental) supervisionando centenas de prisioneiros de Sonderkommando, que foram forçados trabalhar nas câmaras de gás e crematórios antes de serem assassinados. Por ordem de Himmler, no início de 1942, o campo de concentração de Auschwitz foi bastante expandido para incluir a adição de câmaras de gás, onde as vítimas foram mortas usando o pesticida Zyklon B.
Por razões administrativas, todos os guardas dos campos de concentração e funcionários administrativos se tornaram membros de pleno direito da Waffen-SS em 1942. Os campos de concentração foram colocados sob o comando do SS-Wirtschafts-Verwaltungshauptamt (Escritório Econômico e Administrativo Principal da SS; WVHA) sob Oswald Pohl. Richard Glücks serviu como inspetor de campos de concentração, que em 1942 se tornou o escritório "D" da WVHA. A exploração e o extermínio se tornaram um ato de equilíbrio à medida que a situação militar se deteriorava. As necessidades trabalhistas da economia de guerra, especialmente para trabalhadores qualificados, significavam que alguns judeus escaparam do genocídio. Em 30 de outubro de 1942, devido à grave escassez de mão de obra, Himmler ordenou que um grande número de pessoas aptas nos territórios ocupados pelos soviéticos fosse preso e enviado à Alemanha como trabalhador forçado.
Em 1944, a SS-TV estava organizada em três divisões: funcionários dos campos de concentração na Alemanha e na Áustria, nos territórios ocupados e dos campos de extermínio na Polônia. Em 1944, se tornou prática padrão rotacionar membros da SS dentro e fora dos campos, em parte com base nas necessidades de mão de obra, mas também para fornecer tarefas mais fáceis para os membros feridos da Waffen-SS. Essa rotação de pessoal significava que quase toda a SS sabia o que estava acontecendo dentro dos campos de concentração, responsabilizando toda a organização por crimes de guerra e crimes contra a humanidade.

## Império de negócios
Em 1934, Heinrich Himmler fundou o primeiro empreendimento comercial da SS, Nordland-Verlag, uma editora que lançou material de propaganda e manuais de treinamento da SS. Posteriormente, ele comprou a  Porcelanas Allach, que então começou a produzir recordações da SS. Devido à escassez de mão de obra e ao desejo de obter ganhos financeiros, a SS começou a explorar os presos dos campos de concentração como trabalho escravo. A maioria das empresas da SS perdeu dinheiro até Himmler colocá-las sob a administração de Oswald Pohl Verwaltung und Wirtschaftshauptamt Hauptamt (Escritório de Administração e Negócios; VuWHA) em 1939. Mesmo assim, a maioria das empresas era mal administrada e não se saía bem, pois os homens da SS não eram selecionados pela sua experiência nos negócios e os trabalhadores estavam passando fome. Em julho de 1940, Pohl estabeleceu a Deutsche Wirtschaftsbetriebe GmbH (DWB), uma empresa guarda-chuva sob a qual assumiu a administração de todas as preocupações comerciais da SS. Eventualmente, a SS fundou quase 200 subsidiárias para seus negócios.

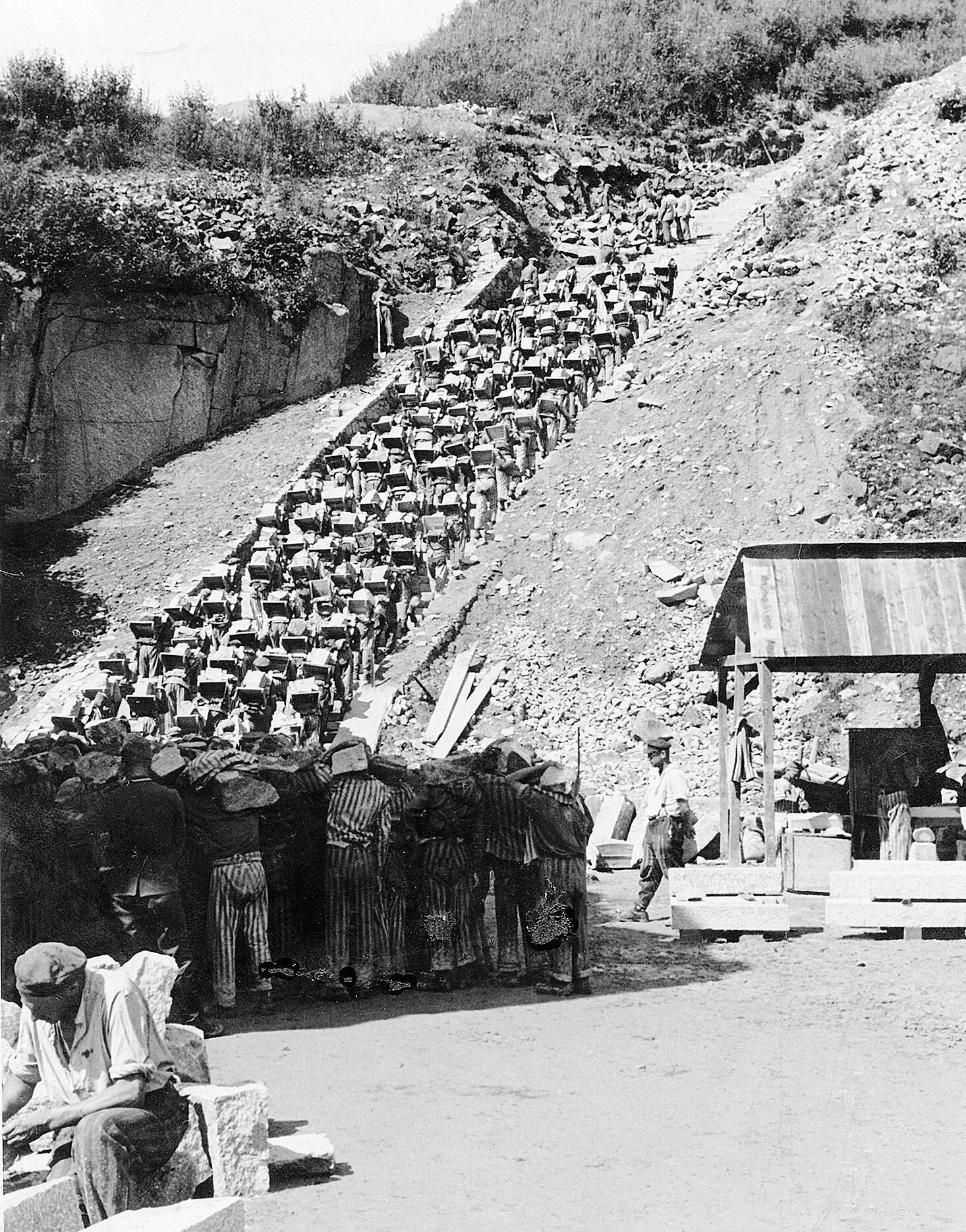
Extermínio pelo trabalho. No campo de concentração de Mauthausen-Gusen, os presos foram forçados a transportar pesados blocos de granito para fora da pedreira nas "Escadas da Morte".

Em maio de 1941, a VuWHA fundou a Deutsche Ausrüstungswerke GmbH (DAW), criada para integrar as empresas comerciais da SS ao crescente sistema de campos de concentração. Himmler posteriormente estabeleceu quatro grandes novos campos de concentração em 1941: Auschwitz, Gross-Rosen, Natzweiler-Struthof e Neuengamme. Cada um tinha pelo menos uma fábrica ou pedreira nas proximidades, onde os presos eram forçados a trabalhar. Himmler teve um interesse particular em fornecer trabalhadores para a IG Farben, que estava construindo uma fábrica de borracha sintética em Auschwitz III–Monowitz. A fábrica estava quase pronta para iniciar a produção quando foi invadida pelas tropas soviéticas em 1945. A expectativa de vida dos reclusos em Monowitz foi em média de três meses. Isso era típico dos campos, pois os presos eram mal alimentados e viviam em condições de vida desastrosamente ruins. Sua carga de trabalho foi intencionalmente tornada incrivelmente alta, sob a política de extermínio pelo trabalho.
Em 1942, Himmler consolidou todos os escritórios pelos quais Pohl era responsável em um, criando o SS-Wirtschafts-Verwaltungshauptamt (Escritório Econômico e Administrativo Principal da SS; WVHA). Todo o sistema de campos de concentração foi colocado sob a autoridade da WVHA. A SS era proprietária da Sudetenquell GmbH, uma produtora de água mineral na Região dos Sudetas. Em 1944, a SS havia comprado 75% dos produtores de água mineral na Alemanha Nazista e pretendia adquirir um monopólio. Vários campos de concentração produziram materiais de construção como pedras, tijolos e cimento para a Deutsche Erd- und Steinwerke, de propriedade da SS (DEST). Nos territórios ocupados do Leste, a SS adquiriu o monopólio da produção de tijolos ao apreender todas as 300 empresas existentes. A DWB também fundou a Ost-Deutsche Baustoffwerke (GmbH ou ODBS) e a Deutsche Edelmöbel GmbH. Eles operavam em fábricas que a SS havia confiscado de judeus e poloneses.
A SS possuía fazendas experimentais, padarias, frigoríficos, curtumes, fábricas de roupas e uniformes e fábricas de armas pequenas. Sob a direção da WVHA, a SS vendeu mão de obra para várias fábricas a uma taxa de 3 a 6 Reichsmarks por prisioneiro por dia. A SS confiscaram e venderam a propriedade de prisioneiros dos campos de concentração, confiscaram sues fundos de investimentos e seu dinheiro, e lucraram com seus cadáveres vendendo seus cabelos para fazer feltro e derretendo ouro de seus dentes. O valor total dos bens saqueados apenas das vítimas da Operação Reinhardt (não incluindo Auschwitz) foi listado por Odilo Globočnik como 17 745 960,59 Reichsmarks. Os itens apreendidos incluíram 2 909,68 kg de ouro no valor de 843 802,75 RM, além de 18 733,69 kg de prata, 1 514 kg de platina, 249 771,50 dólares americanos, 130 pedras de diamantes, 2 511,87 quilates de brilhantes, 13 458,62 quilates de diamantes e 114 kg de pérolas. De acordo com a legislação nazista, as propriedades judaicas pertenciam ao estado, mas muitos comandantes e guardas do campos da SS roubaram itens como diamantes ou moedas para ganho pessoal ou levaram alimentos e bebidas apreendidos para vender no mercado negro.

## Reversões militares
Em 5 de julho de 1943, os alemães iniciaram a Batalha de Kursk, uma ofensiva projetada para eliminar Kursk. A Waffen-SS já haviam sido expandida para 12 divisões e a maioria participou da batalha. Devido à forte resistência soviética, Adolf Hitler interrompeu o ataque na noite de 12 de julho. Em 17 de julho, ele cancelou a operação e ordenou a retirada. Depois disso, os alemães foram forçados a ficar na defensiva quando o Exército Vermelho começou a libertação da Rússia Ocidental. As perdas sofridas pela Waffen-SS e pela Wehrmacht durante a Batalha de Kursk ocorreram quase simultaneamente com o ataque aliado à Itália, abrindo uma guerra de duas frentes para a Alemanha Nazista.

### Desembarques na Normandia

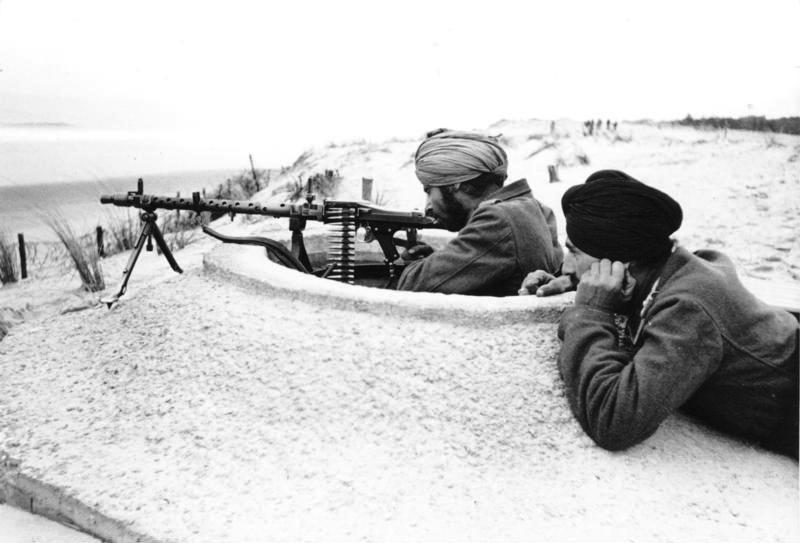
Tropas da Legião Indiana da Waffen-SS assegurando o Muralha do Atlântico em Bordéus, França em 21 de março de 1944

Alarmado com os ataques a Saint-Nazaire e Dieppe em 1942, Adolf Hitler ordenou a construção de fortificações que ele chamou de Muralha do Atlântico ao longo de toda a costa atlântica, da Espanha à Noruega, para proteger contra uma invasão aliada esperada. Posições de canhões foram construídas em pontos estratégicos ao longo da costa e estacas de madeira, tripés de metal, minas e grandes obstáculos antitanques foram colocados nas praias para atrasar a aproximação das embarcações de desembarque e impedir o movimento dos tanques. Além de várias divisões de infantaria estática, onze divisões Panzer e Panzergrenadier foram implantadas nas proximidades. Quatro dessas formações eram divisões da Waffen-SS. Além disso, a SS-Das Reich estava localizado no sul da França, o LSSAH estava na Bélgica retornou depois de combates na União Soviética e a recém-formada divisão panzer SS-Hitlerjugend, composta por membros da Juventude Hitlerista de 17 e 18 anos de idade apoiado por veteranos de combate e suboficiais experientes, estavam estacionados a oeste de Paris. A criação da SS-Hitlerjugend foi um sinal do desespero de Hitler por mais tropas, especialmente aquelas com obediência inquestionável.
Os Desembarques da Normandia ocorreram a partir de 6 de junho de 1944. A 21.ª Divisão Panzer do Generalmajor Edgar Feuchtinger, posicionada ao sul de Caen, era a única divisão panzer perto das praias. A divisão incluía 146 tanques e 50 canhões de assalto, além de apoiar a infantaria e artilharia. Às 02h00, o Generalleutnant Wilhelm Richter, comandante da 716.ª Divisão de Infantaria Estática, ordenou a 21.ª Divisão Panzer em posição de contra-atacar. No entanto, como a divisão fazia parte da reserva blindada, Feuchtinger foi obrigado a procurar autorização da OKW antes que pudesse comprometer a sua formação. Feuchtinger não recebeu ordens até quase às 09h00, mas, enquanto isso, por sua própria iniciativa, ele reuniu um grupo de batalha (incluindo tanques) para combater as forças britânicas a leste do Rio Orne. A SS-Hitlerjugend começou a implantar na tarde de 6 de junho, com suas unidades realizando ações defensivas no dia seguinte. Eles também participaram da Batalha por Caen (junho a agosto de 1944). Nos dias 7 e 8 e 17 de junho, membros da SS-Hitlerjugend mataram 20 prisioneiros de guerra canadenses no Massacre da Abadia de Ardenne.
Os Aliados continuaram a progredir na libertação da França e, em 4 de agosto, Hitler ordenou uma contraofensiva (Operação Lüttich) de Vire em direção a Avranches. A operação incluiu LSSAH, Das Reich, 2.ª e 116.ª Divisões Panzer, com apoio de infantaria e elementos da 17.ª Divisão Panzergrenadier SS Götz von Berlichingen sob SS-Oberst-Gruppenführer Paul Hausser. Essas forças deveriam montar uma ofensiva perto de Mortain e dirigir para o oeste através de Avranches até a costa. As forças aliadas estavam preparadas para esta ofensiva, e um ataque aéreo contra as unidades alemãs combinadas se mostrou devastador. Em 21 de agosto, 50 mil tropas alemãs, incluindo a maior parte do LSSAH, foram cercadas pelos Aliados na Bolsa de Falaise. Os restos do LSSAH que escaparam recuaram para a Alemanha para reagrupar. Paris foi libertada em 25 de agosto e a última das forças alemãs recuou sobre o Rio Sena até o final de agosto, encerrando a campanha na Normandia.

### Batalha pela Alemanha
As unidades da Waffen-SS que sobreviveram às campanhas de verão foram retiradas da linha de frente para reagrupar. Duas delas, a 9.ª Divisão SS e a 10.ª Divisão Panzer SS, o fizeram na região de Arnhem, nos Países Baixos, no início de setembro de 1944. Coincidentemente, em 17 de setembro, os Aliados lançaram na mesma área a Operação Market Garden, uma operação combinada aérea e terrestre projetada para assumir o controle do baixo Reno. A 9.ª e o 10.ª Panzers estavam entre as unidades que repeliram o ataque.

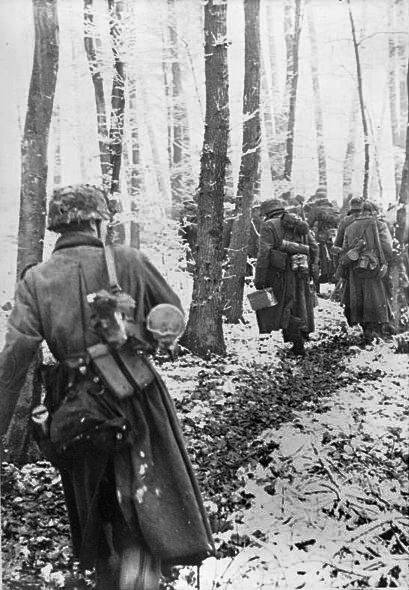
Infantaria alemã marchando nas Ardenas, em dezembro de 1944

Em dezembro de 1944, Adolf Hitler lançou a Ofensiva das Ardenas, também conhecida como Batalha do Bulge, um contra-ataque significativo contra os Aliados ocidentais através das Ardenas, com o objetivo de chegar a Antuérpia enquanto cercava os exércitos Aliados na área. A ofensiva começou com uma barragem de artilharia pouco antes do amanhecer, em 16 de dezembro. Liderando o ataque estavam dois exércitos panzer compostos em grande parte por divisões Waffen-SS. Os grupos de batalha acharam difícil avançar pelas florestas e colinas arborizadas das Ardenas no inverno, mas inicialmente fizeram um bom progresso no setor norte. Eles logo encontraram forte resistência das 2.ª e 99.ª Divisões de Infantaria dos Estados Unidos. Em 23 de dezembro, o clima melhorou o suficiente para as forças aéreas Aliadas atacarem as forças alemãs e suas colunas de abastecimento, causando escassez de combustível. Em condições cada vez mais difíceis, o avanço alemão diminuiu a velocidade e foi interrompido. A ofensiva fracassada de Hitler custou 700 tanques e a maior parte de suas forças móveis restantes no oeste, bem como a maior parte de suas reservas insubstituíveis de mão de obra e material.
Durante a batalha, o SS-Obersturmbannführer Joachim Peiper deixou um caminho de destruição, que incluía soldados Waffen-SS sob seu comando assassinando prisioneiros de guerra americanos e civis belgas desarmados no Massacre de Malmedy. Os soldados das SS capturados que faziam parte do Kampfgruppe Peiper foram julgados durante o Julgamento do Massacre de Malmedy após a guerra por esse massacre e vários outros na área. Muitos dos autores foram condenados a forca, mas as sentenças foram comutadas. Peiper ficou preso por onze anos por seu papel nos assassinatos.

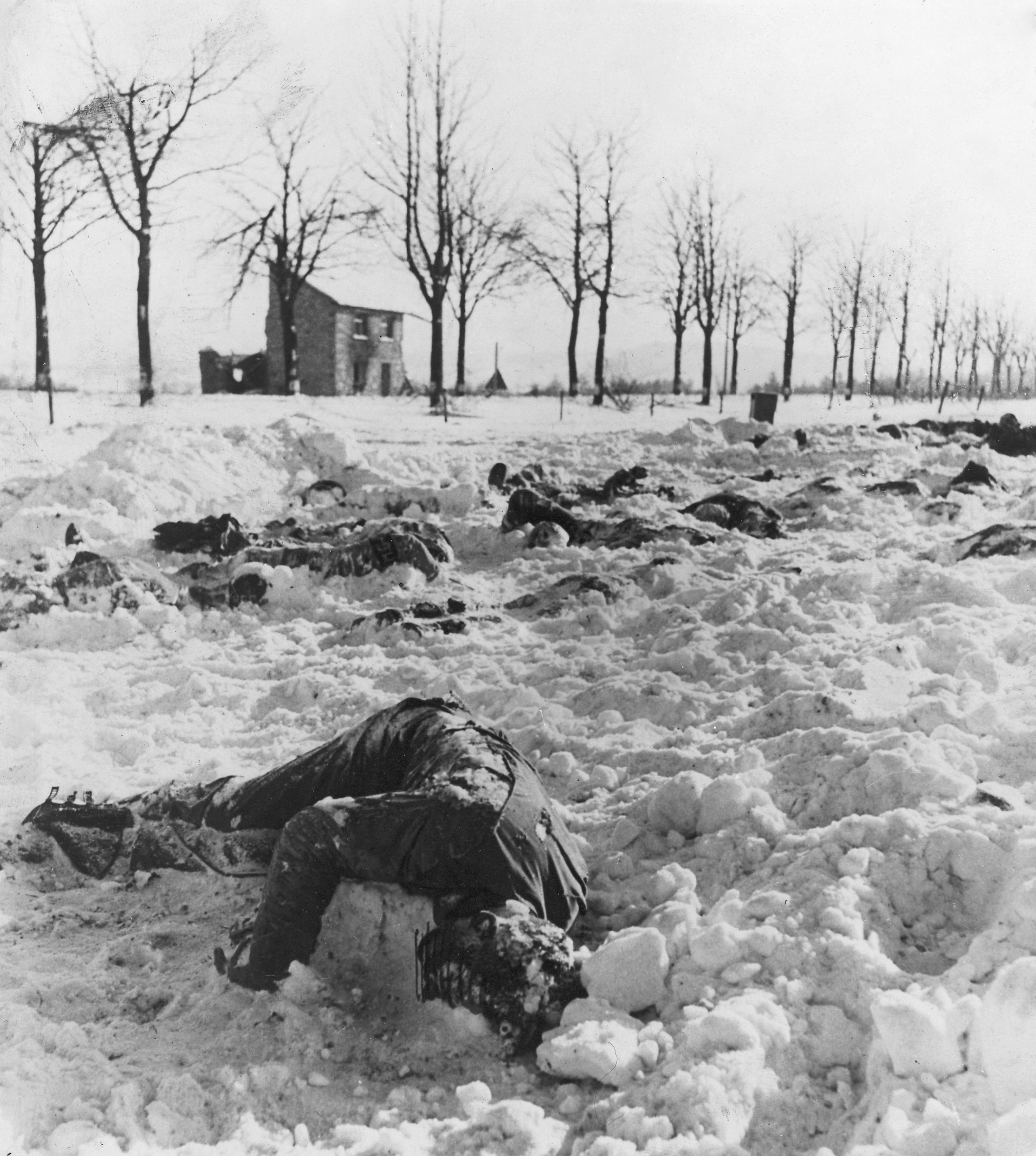
Prisioneiros de guerra americanos assassinados por forças da SS lideradas por Joachim Peiper no Massacre de Malmedy durante a Batalha do Bulge (dezembro de 1944)

No leste, o Exército Vermelho retomou sua ofensiva em 12 de janeiro de 1945. As forças alemãs estavam em menor número 20-1 em aviões, 11-1 na infantaria, e 7-1 em tanques na Frente Oriental. No final do mês, o Exército Vermelho havia atravessado o Rio Oder, o último obstáculo geográfico antes de Berlim. Os Aliados ocidentais continuaram a avançar também, mas não tão rapidamente quanto o Exército Vermelho. O Corpo Panzer realizou uma bem-sucedida operação defensiva de 17 a 24 de fevereiro no Rio Hron, paralisando o avanço dos Aliados em direção a Viena. O 1.º e o 2.º Corpo Panzer SS seguiram para a Áustria, mas foram retardados por ferrovias danificadas.
Budapeste caiu em 13 de fevereiro. Hitler ordenou que o 6.º Exército Panzer de Sepp Dietrich se mudasse para a Hungria para proteger os campos de petróleo e refinarias de Nagykanizsa, que ele considerava as reservas de combustível mais valiosas estrategicamente na Frente Oriental. Operação Frühlingserwachen, a última ofensiva alemã no leste, ocorreu no início de março. As forças alemãs atacaram perto do Lago Balaton, com o 6.º Exército Panzer avançando para o norte em direção a Budapeste e o 2.º Exército Panzer se movendo para leste e sul. As forças de Dietrich a princípio fizeram um bom progresso, mas quando se aproximaram do Rio Danúbio, a combinação de terreno lamacento e forte resistência soviética os interrompeu. Em 16 de março, a batalha estava perdida. Enfurecido pela derrota, Hitler ordenou que as unidades Waffen-SS envolvidas removessem seus títulos de manguito como uma marca de desgraça. Dietrich se recusou a executar esta ordem.
A essa altura, na Frente Oriental e Ocidental, as atividades da SS estavam ficando claras para os Aliados, à medida que os campos de concentração e extermínio estavam sendo invadidos. As tropas Aliadas estavam cheias de descrença e repugnância diante da evidência da brutalidade nazista nos campos.
Em 9 de abril de 1945, Königsberg caiu para o Exército Vermelho, e em 13 de abril a unidade SS de Dietrich foi expulsa de Viena. A Batalha de Berlim começou às 03:30 do dia 16 de abril com uma enorme barragem de artilharia. Dentro de uma semana, os combates estavam ocorrendo dentro da cidade. Entre os muitos elementos que defendiam Berlim estavam tropas francesas, letãs e escandinavas da Waffen-SS. Hitler, agora morando no Führerbunker sob a Chancelaria do Reich, ainda esperava que seus soldados restantes da SS pudessem resgatar a capital. Apesar da desesperança da situação, membros da SS que patrulhavam a cidade continuaram a atirar ou enforcar soldados e civis pelo que consideravam atos de covardia ou derrotismo. A guarnição de Berlim se rendeu em 2 de maio, dois dias após Hitler cometer suicídio. Como membros da SS esperavam pouca misericórdia do Exército Vermelho, eles tentaram se mover para o oeste para se render aos Aliados ocidentais.

## Unidades e comandos da SS

### Escritório Principal de Segurança do Reich
Reinhard Heydrich manteve o título de Chef der Sicherheitspolizei und des SD (Chefe da Polícia de Segurança da SD) até 27 de setembro de 1939, quando se tornou chefe do recém-criado Escritório Principal de Segurança do Reich (RSHA). A partir desse momento, o RSHA ficou encarregado dos serviços de segurança da SS. Tinha sob seu comando o Sicherheitsdienst (SD), Kripo e Gestapo, além de vários escritórios para lidar com finanças, administração e suprimentos. Heinrich Müller, chefe de operações da Gestapo, foi nomeado chefe da Gestapo naquele momento. Arthur Nebe era chefe da Kripo, e os dois ramos da SD eram comandados por uma série de oficiais da SS, incluindo Otto Ohlendorf e Walter Schellenberg. A SD foi considerada um ramo de elite da SS, e seus membros eram mais instruídos e tipicamente mais ambiciosos do que aqueles pertencentes aos ramos da Allgemeine SS. Os membros do SD foram especialmente treinados em criminologia, inteligência e contrainteligência. Eles também ganharam uma reputação de crueldade e compromisso inabalável com a ideologia nazista.
Heydrich foi atacado em Praga, em 27 de maio de 1942, por uma equipe treinada por britânicos de soldados tchecos e eslovacos que haviam sido enviados pelo Governo da Tchecoslováquia no exílio para matá-lo na Operação Antropoide. Ele morreu de seus ferimentos uma semana depois. Heinrich Himmler dirigiu a RSHA pessoalmente até 30 de janeiro de 1943, quando as posições de Heydrich foram assumidas por Ernst Kaltenbrunner.

### SS-Sonderkommandos
A partir de 1938 e durante a Segunda Guerra Mundial, a SS decretou um procedimento em que escritórios e unidades da SS podiam formar subunidades menores, conhecidas como SS-Sonderkommandos, para realizar tarefas especiais, incluindo operações de assassinato em larga escala. O uso de SS-Sonderkommandos foi generalizado. De acordo com o ex-SS Sturmbannführer Wilhelm Höttl, nem mesmo a liderança da SS sabia quantos SS-Sonderkommandos estavam constantemente sendo formados, dissolvidos e reformados para várias tarefas, especialmente na Frente Oriental.
Uma unidade da SS-Sonderkommando liderada pelo SS-Sturmbannführer Herbert Lange matou 1 201 pacientes psiquiátricos no hospital psiquiátrico Tiegenhof na Cidade Livre de Danzig, 1 100 pacientes em Owińska, 2 750 pacientes em Kościan e 1 558 pacientes em Działdowo, bem como centenas de poloneses no Forte VII, onde foram desenvolvidas o caminhão de gás e o bunker de gás. Em 1941–1942, SS-Sonderkommando de Lange montou e administrou o primeiro Campo de extermínio de Chełmno, onde 152 mil judeus foram mortos usando caminhões de gás.
Após a Batalha de Stalingrado, em fevereiro de 1943, Heinrich Himmler percebeu que a Alemanha Nazista provavelmente perderia a guerra e ordenou a formação do Sonderkommando 1005, uma força-tarefa especial do SS-Standartenführer Paul Blobel. A tarefa da unidade era visitar valas comuns na Frente Oriental para exumar corpos e queimá-los na tentativa de encobrir o genocídio. A tarefa permaneceu inacabada no final da guerra, e muitas valas comuns não foram identificadas e não foram escavadas.
O Eichmann Sonderkommando era uma força-tarefa liderada por Adolf Eichmann que chegou a Budapeste em 19 de março de 1944, no mesmo dia em que as forças do Eixo invadiram a Hungria. Sua tarefa era assumir um papel direto na deportação de judeus húngaros para Auschwitz. Os SS-Sonderkommandos pediram ajuda de anti-semitas da gendarmaria húngara e dos administradores pró-alemães do Ministério do Interior húngaro. As rondas começaram em 16 de abril e, a partir de 14 de maio, quatro trens come 3 mil judeus por dia deixaram a Hungria e viajaram para o campo de Auschwitz II – Birkenau, chegando ao longo de uma linha de esporão recém-construída que terminava a algumas centenas de metros das câmaras de gás. Entre 10 e 25% das pessoas em cada trem foram escolhidas como trabalhadores forçados; o resto forram mortos poucas horas depois da chegada. Sob pressão internacional, o governo húngaro suspendeu as deportações em 6 de julho de 1944, quando mais de 437 mil dos 725 mil judeus da Hungria haviam morrido.

### Einsatzgruppen

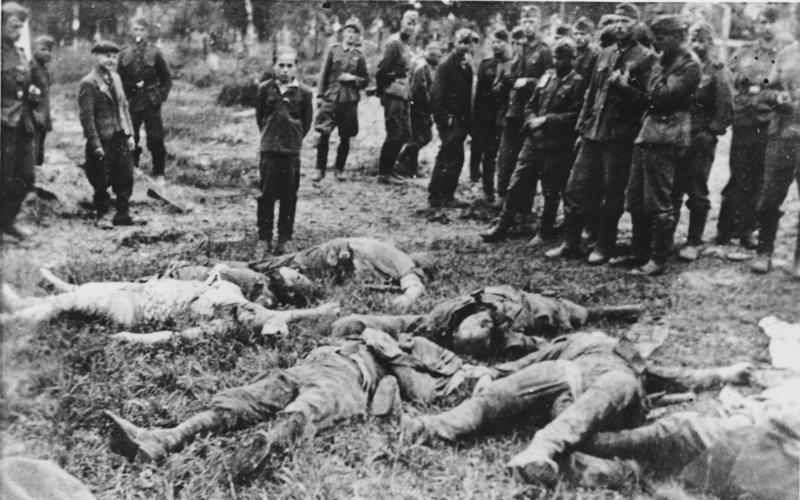
Assassinatos da SS em Zboriv, Ucrânia em 1941. Um adolescente é levado para ver sua família morta antes de ser executado.

O Einsatzgruppen teve sua origem no Einsatzkommando formado por Reinhard Heydrich após o Anschluss na Áustria em março de 1938. Quando a ação militar acabou não sendo necessária por causa do Acordo de Munique, os Einsatzgruppen foram designados para confiscar papéis do governo e documentos policiais. Eles conseguiram prédios do governo, interrogaram altos funcionários públicos e prenderam até 10.000 comunistas tchecos e cidadãos alemães. O Einsatzgruppen também seguiu as tropas da Wehrmacht e matou potenciais partisans. Grupos semelhantes foram usados em 1939 para a Ocupação alemã da Checoslováquia.
Adolf Hitler achou que o extermínio planejado dos judeus era muito difícil e importante para ser confiado aos militares. Em 1941, os Einsatzgruppen foram enviados à União Soviética para iniciar o genocídio em larga escala de judeus, ciganos e comunistas. O historiador Raul Hilberg estima que entre 1941 e 1945 os Einsatzgruppen e agências relacionadas mataram mais de dois milhões de pessoas, incluindo 1.3 milhão de judeus. O maior massacre em massa perpetrado pelos Einsatzgruppen foi em Babi Yar, nos arredores de Kiev, Ucrânia, onde 33 771 judeus foram mortos em uma única operação, de 29 a 30 de setembro de 1941. No Massacre de Rumbula (novembro a dezembro de 1941), 25 mil vítimas do Gueto de Riga foram mortas. Outro massacre em massa no início de 1942 matou mais de 10 mil judeus na Carcóvia.
Os últimos Einsatzgruppen foram dissolvidos em meados de 1944 (embora alguns continuassem existindo no papel até 1945) devido ao recuo alemão nas duas frentes e à consequente incapacidade de continuar as atividades de extermínio. Ex-membros do Einsatzgruppen foram designados para as tarefas na Waffen-SS ou nos campos de concentração. 24 comandantes do Einsatzgruppen foram julgados por crimes de guerra após a guerra.

### Escritório Principal do Tribunal da SS
O Escritório Principal do Tribunal da SS (Hauptamt SS-Gericht) era um sistema jurídico interno para conduzir investigações, julgamentos e punições da SS e da polícia. Tinha mais de 600 advogados na equipe nos escritórios principais em Berlim e Munique. Os processos foram conduzidos em 38 tribunais regionais da SS em toda a Alemanha Nazista. Era a única autoridade autorizada a julgar membros da SS, exceto os membros da SS que estavam em serviço ativo na Wehrmacht (nesses casos, o membro da SS em questão era julgado por um tribunal militar padrão). Sua criação colocou a SS fora do alcance da autoridade legal civil. Heinrich Himmler intervia pessoalmente, como considerava oportuno, em relação a condenações e punições. O historiador Karl Dietrich Bracher descreve esse sistema judicial como um fator na criação do estado policial totalitário nazista, pois removeu procedimentos legais objetivos, tornando os cidadãos indefesos contra a "justiça sumária do terror da SS".

### Cavalaria da SS
Logo após Adolf Hitler tomar o poder em 1933, a maioria das associações de equitação foi tomada pelas Sturmabteilung (SA) e SS. Os membros receberam treinamento de combate para servir no Reiter-SS (Corpo de Cavalaria da SS). O primeiro regimento de cavalaria da SS, designado SS-Totenkopf Reitstandarte 1, foi formado em setembro de 1939. Comandada pelo então SS-Standartenführer Hermann Fegelein, a unidade foi designada para a Polônia, onde participaram do extermínio da intelligentsia polonesa. Esquadrões adicionais foram adicionados em maio de 1940, totalizando quatorze.
A unidade foi dividida em dois regimentos em dezembro de 1939, com Fegelein no comando de ambos. Em março de 1941, sua força era de 3,5 mil homens. Em julho de 1941, eles foram designados para a operação punitiva dos pântanos de Pripyat, encarregados de reunir e exterminar judeus e partisans. Os dois regimentos foram fundidos na Brigada de Cavalaria da SS em 31 de julho, doze dias após o início da operação. O relatório final de Fegelein, datado de 18 de setembro de 1941, afirma que mataram 14 178 judeus, 1 001 partisans e 699 soldados do Exército Vermelho, com 830 prisioneiros. O historiador Henning Pieper estima que o número real de judeus mortos foi mais próximo de 23 700. A Brigada de Cavalaria da SS sofreu sérias perdas em novembro de 1941 na Batalha de Moscou, com baixas de até 60% em alguns esquadrões. Fegelein foi nomeado comandante da 8.ª Divisão de Cavalaria SS Florian Geyer em 20 de abril de 1943. Esta unidade combateu na União Soviética em ataques a guerrilheiros e civis. Além disso, os regimentos da Cavalaria da SS serviram na Croácia e na Hungria.

### Corpo Médico da SS

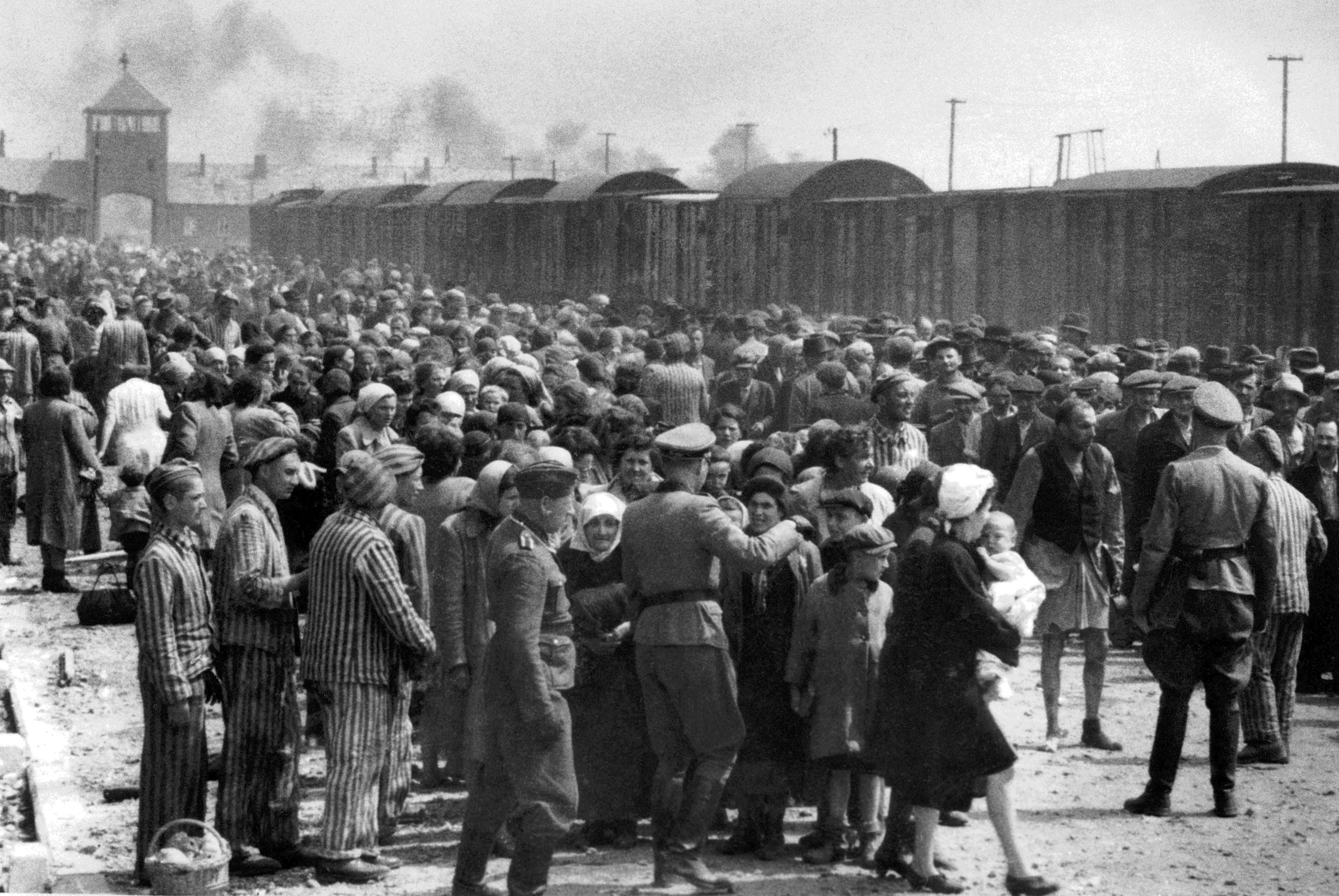
Judeus húngaros na Judenrampe (rampa judaica) depois de desembarcar dos trens de transporte. Foto do Álbum de Auschwitz (maio de 1944)

O Corpo Médico da SS era inicialmente conhecido como Sanitätsstaffel (unidades sanitárias). Após 1931, a SS formou o escritório central Amt V como o escritório central das unidades médicas da SS. Uma academia de medicina da SS foi estabelecida em Berlim em 1938 para treinar médicos da Waffen-SS. O pessoal médico da SS não costumava prestar cuidados médicos reais; sua principal responsabilidade era o genocídio medicalizado. Em Auschwitz, cerca de três quartos dos recém-chegados, incluindo quase todas as crianças, mulheres com filhos pequenos, todos os idosos e todos aqueles que compareceram a uma breve e superficial inspeção por um médico da SS os que não estavam completamente em forma foram mortos poucas horas depois da chegada. Em seu papel de Desinfektoren (desinfetadores), os médicos da SS também fizeram seleções entre os prisioneiros existentes quanto à sua aptidão para trabalhar e supervisionaram o assassinato de pessoas consideradas impróprias. Os prisioneiros com problemas de saúde foram examinados pelos médicos da SS, e tinham que se recuperar em menos de duas semanas. Os doentes ou feridos demais que não se recuperassem nesse período eram mortos.
Em Auschwitz, o uso de gás nas vítimas era sempre realizada pela SS, por ordem do médico supervisor da SS. Muitos médicos da SS também realizaram experiências médicas desumanas em prisioneiros do campo. O mais infame médico da SS, Josef Mengele, serviu como oficial médico em Auschwitz, sob o comando de Eduard Wirths, do Corpo Médico da SS no campo. Mengele realizou seleções mesmo quando não era designado para fazê-lo, na esperança de encontrar indivíduos para suas experiências. Ele estava particularmente interessado em localizar pares de gêmeos. Em contraste com a maioria dos médicos, que viam a realização de seleções como uma de suas tarefas mais estressantes e horríveis, Mengele empreendeu a tarefa com um ar extravagante, muitas vezes sorrindo ou assobiando uma música. Após a guerra, muitos médicos da SS foram acusados de crimes de guerra por seus experimentos médicos desumanos e por seu papel nas seleções de câmaras de gás.

### Outras unidades da SS

#### Ahnenerbe
A Ahnenerbe (Organização do Patrimônio Ancestral) foi fundada em 1935 por Heinrich Himmler e se tornou parte da SS em 1939. Era uma agência guarda-chuva para mais de cinquenta organizações encarregadas de estudar a identidade racial alemã e as antigas tradições e idiomas germânicos. A agência patrocinou expedições arqueológicas na Alemanha Nazista, Escandinávia, Oriente Médio, Tibete e outros lugares para procurar evidências de raízes, influências e superioridades arianas. Outras expedições planejadas foram adiadas indefinidamente no início da guerra.

#### SS-Frauenkorps
O SS-Frauenkorps era uma unidade auxiliar de comunicação e de secretariado, que incluía o SS-Helferinnenkorps (Corpo de Ajudantes Mulheres), composto por mulheres voluntárias. Os membros foram designados como pessoal administrativo e pessoal de suprimentos e serviram em posições de comando e como guardas nos campos de concentração de mulheres. Enquanto os guardas do campo de concentração e extermínio do sexo feminino eram funcionários civis da SS, os SS-Helferinnen que concluíram o treinamento no Reichsschule für SS-Helferinnen em Oberehnheim (Alsácia) eram membros da Waffen-SS. Como seus equivalentes masculinos na SS, as mulheres igualmente participaram de atrocidades contra judeus, poloneses e outros.
Em 1942, Heinrich Himmler fundou a Reichsschule für SS-Helferinnen (Escola do Reich para Auxiliares da SS) em Oberehnheim para treinar mulheres nas comunicações para que pudessem libertar homens para funções de combate. Himmler também pretendia substituir todas as funcionárias civis em seu serviço por membros da SS-Helferinnen, pois elas foram selecionadas e treinadas de acordo com a ideologia nazista. A escola foi fechada em 22 de novembro de 1944 devido ao avanço dos Aliados.

#### SS-Mannschaften
Os SS-Mannschaften (Auxiliares da SS) não eram considerados membros regulares da SS, mas eram recrutados por outros ramos das forças armadas alemãs, o Partido Nazista, Sturmabteilung (SA) e o Volkssturm para serviço em campos de concentração e campos de extermínio.

## Legiões e voluntários estrangeiros
A partir de 1940, Heinrich Himmler abriu a Waffen-SS recrutamento para os que não eram cidadãos alemães. Em março de 1941, o SS-Hauptamt (Escritório Principal da SS) estabeleceu o Germanische Leitstelle (Escritório de Orientação Alemã) para estabelecer escritórios de recrutamento da Waffen-SS na Europa ocupada pelos nazistas. A maioria das unidades estrangeiras da Waffen-SS usava um distintivo colarinho e precedia seus títulos na SS com o prefixo Waffen em vez de SS. Voluntários de países escandinavos ocuparam o posto de duas divisões, a SS-Wiking e a SS-Nordland. Suíços fluentes em alemão foram recrutados em números substanciais. Os flamengos belgas se juntaram aos holandeses para formar a legião SS-Nederland, e seus compatriotas valões se juntaram aos SS-Wallonien. No final de 1943, cerca de um quarto da SS eram alemães étnicos de toda a Europa, e em junho de 1944, metade da Waffen-SS eram estrangeiros.

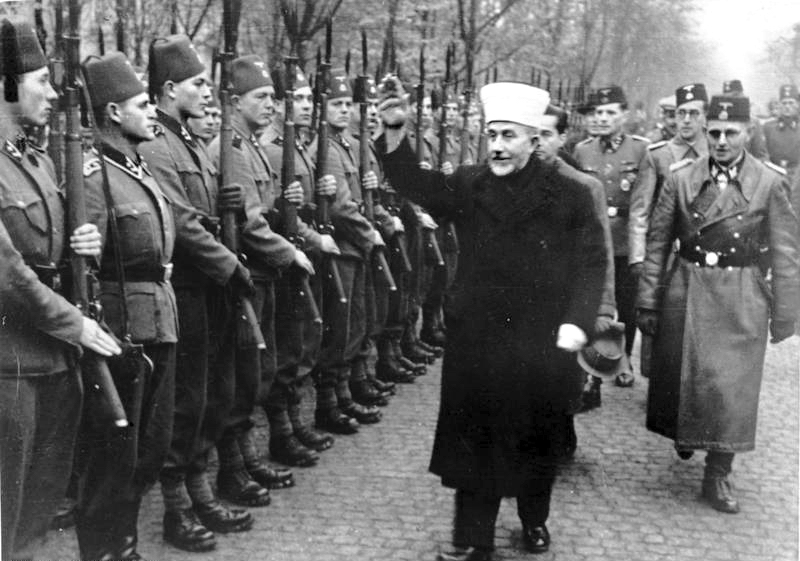
O Grande Mufti de Jerusalém, Amin al-Husayni, cumprimentando voluntários da SS bosníacos, antes de sua partida para a Frente Oriental, 1943

Unidades adicionais da Waffen-SS foram tinham ucranianos, albaneses do Kosovo, sérvios, croatas, turcos, caucasianos, cossacos e tártaros. Os ucranianos e os tártaros, que sofreram perseguição sob Josef Stalin, provavelmente foi motivado principalmente pela oposição ao governo soviético, e não por um acordo ideológico com a SS. O Grande Mufti exilado de Jerusalém Amin al-Husayni foi transformado em SS-Gruppenführer por Himmler em maio de 1943. Posteriormente, ele usou o anti-semitismo e o racismo anti-sérvio para recrutar uma divisão Waffen-SS de bosníacos, os SS-Handschar. A ocupação soviética de um ano dos estados bálticos no início da Segunda Guerra Mundial resultou em voluntários para as unidades Waffen-SS da Letônia e da Estônia. A Legião Letã tinha 1 280 voluntários em treinamento até o final de 1942. Aproximadamente 25 mil homens serviram na divisão da SS da Estônia, com milhares de outros recrutados em batalhões de Frente da Polícia e unidades de guarda de fronteira. A maioria dos estonianos estava lutando principalmente para recuperar sua independência e cerca de 15 mil deles morreram lutando ao lado dos alemães. No início de 1944, Himmler chegou a entrar em contato com Oswald Pohl para sugerir a libertação de prisioneiros muçulmanos dos campos de concentração para complementar suas tropas da SS.
A Legião Indiana era uma unidade da Wehrmacht formada em agosto de 1942, principalmente a partir de soldados indianos descontentes do Exército da Índia Britânica capturados na Campanha Norte-Africana. Em agosto de 1944, foi transferido para os auspícios da Waffen-SS como a Indische Freiwilligen-Legion der Waffen-SS. Havia também uma divisão de voluntários franceses, SS-Charlemagne, formada em 1944 principalmente a partir dos remanescentes da Legião de Voluntários Franceses Contra o Bolchevismo e a Sturmbrigade Francês.

## Patentes e uniformes
A SS estabeleceu seu próprio simbolismo, rituais, costumes, patentes e uniformes para se destacar de outras organizações. Antes de 1929, a SS usava o mesmo uniforme marrom do Sturmabteilung (SA), com a adição de uma gravata preta e um quepe preto com um símbolo de caveira e ossos Totenkopf (Cabeça da Morte), e um uniforme todo preto em 1932. Em 1935, as formações de combate da SS adotaram um uniforme de serviço em cinza de campo para uso diário. A SS também desenvolveu seus próprios uniformes de campo, que incluíam aventais reversíveis e capas de capacete impressas com padrões de camuflagem. Os uniformes eram fabricados em centenas de fábricas licenciadas, com alguns trabalhadores sendo prisioneiros de guerra realizando trabalho forçado. Muitos foram produzidos em campos de concentração.
Adolf Hitler e o Partido Nazista entendiam o poder dos emblemas e insígnias para influenciar a opinião pública. O logotipo estilizado de relâmpago da SS foi escolhido em 1932. O logotipo é um par de runas de um conjunto de 18 runas Armanen criadas por Guido von List em 1906. É semelhante à antiga runa de Sowilō, que simboliza o sol, mas foi renomeada como "Sig" (vitória) na iconografia de List. O Totenkopf simbolizava a disposição do usuário em lutar até a morte e também serviu para assustar o inimigo.

## Estimativa de membros da SS em 1925 à 1945
Depois de 1933, uma carreira na SS se tornou cada vez mais atraente para a elite social da Alemanha Nazista, que começou a se juntar ao movimento em grande número, geralmente motivada pelo oportunismo político. Em 1938, cerca de um terço da liderança da SS era membro da classe média alta. A tendência reverteu após a primeira contraofensiva soviética de 1942.
| Ano       | Membros                                 | Reichsführer-SS                                                  |
| --------- | --------------------------------------- | ---------------------------------------------------------------- |
| 1925      | 200[9]                                  | Julius Schreck[362]                                              |
| 1926      | 200[363]                                | Joseph Berchtold[364]                                            |
| 1927      | 200[363]                                | Erhard Heiden[363]                                               |
| 1928      | 280[365]                                | Erhard Heiden[363]                                               |
| 1929      | 1 000[366]                              | Heinrich Himmler[367]                                            |
| 1930–1933 | 52 000[9] (O efeito da propaganda)[368] | Heinrich Himmler[367] (estabelecimento da Alemanha Nazista)[369] |
| 1934–1939 | 240 000[370]                            | Heinrich Himmler[367]                                            |
| 1940–1944 | 800 000[371]                            | Heinrich Himmler[367]                                            |
| 1944–1945 | Desconhecido                            | Heinrich Himmler[367] e Karl Hanke[372]                          |

## Escritórios da SS
Em 1942, todas as atividades da SS eram gerenciadas através de doze escritórios principais.
- Persönlicher Stab Reichsführer-SS
- SS-Hauptamt (SS-HA)
- SS-Führungshauptamt (Escritório Principal Operacional da SS; SS-FHA)
- Reichssicherheitshauptamt (RSHA)
- SS-Wirtschafts- und Verwaltungshauptamt (WVHA)
- Ordnungspolizei Hauptamt (Escritório Principal da Polícia da Ordem)
- Hauptamt SS-Gericht (Escritório Principal do Tribunal da SS)
- Rasse- und Siedlungshauptamt der SS (RuSHA)
- SS-Personalhauptamt
- Volksdeutsche Mittelstelle (Escritório Principal da Assistência Racial Alemã; VOMI)
- SS-Schulungsamt (Escritório de Educação da SS)
- Reichskommissar für die Festigung deutschen Volkstums (Comissário do Reich para a Consolidação da Nação Alemã) (RKFDV)

## SS Austríaca

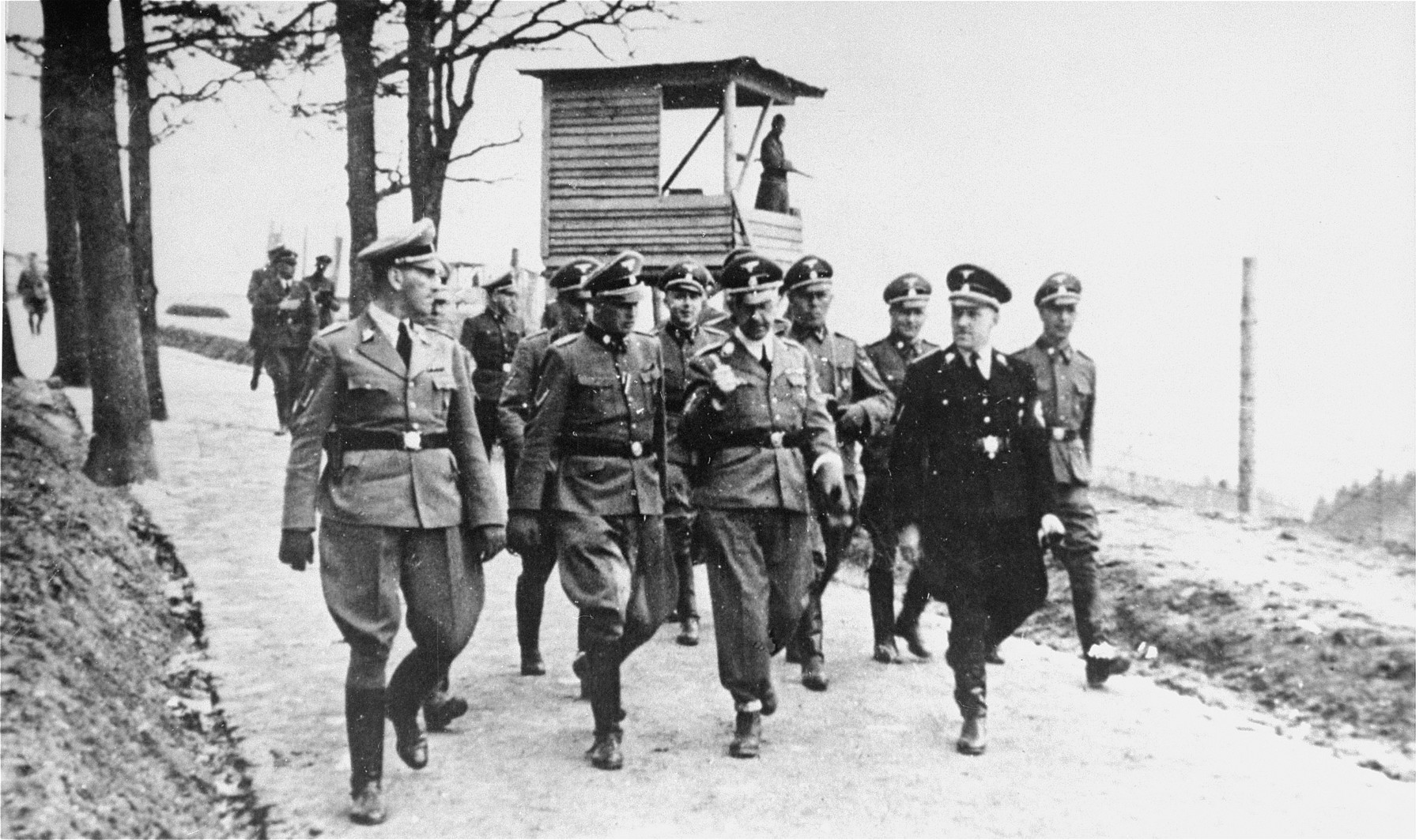
Ernst Kaltenbrunner, Heinrich Himmler, August Eigruber, e outros oficiais da SS visitando o campo de concentração de Mauthausen, 1941

O termo "SS Austríaca" é frequentemente usado para descrever essa parte dos membros da SS da Áustria, mas nunca foi um ramo reconhecido da SS. Ao contrário dos membros da SS de outros países, agrupados nas Germanische SS ou nas legiões estrangeiras da Waffen-SS, os membros austríacos da SS eram funcionários regulares da SS. Estava tecnicamente sob o comando da SS na Alemanha Nazista, mas muitas vezes agia de forma independente em relação aos assuntos austríacos. A SS Austríaca foi fundada em 1930 e em 1934 estava atuando como uma força secreta para trazer o Anschluss com a Alemanha, que ocorreu em março de 1938. Os primeiros líderes austríacos da SS foram Ernst Kaltenbrunner e Arthur Seyss-Inquart. Os membros austríacos da SS serviram em todos os ramos da SS. O cientista político David Art, da Universidade Tufts, observa que os austríacos constituíam em 8% da população da Alemanha e 13% da SS; ele afirma que 40% da equipe e 75% dos comandantes nos campos de extermínio eram austríacos.
Após o Anschluss, a SS austríaca foi fundida na SS-Oberabschnitt Donau. O terceiro regimento da SS-Verfügungstruppe (Der Führer) e o quarto regimento de Totenkopf (Ostmark) foram recrutados na Áustria pouco depois. Por ordem de Reinhard Heydrich, prisões em massa de potenciais inimigos do Reich começaram imediatamente após o Anschluss. Mauthausen foi o primeiro campo de concentração aberto na Áustria após o Anschluss. Antes da Invasão da União Soviética, Mauthausen era o mais duro dos campos do Grande Reich Germânico.
O Hotel Metropole foi transformado na sede da Gestapo em Viena, em abril de 1938. Com uma equipe de 900 pessoas (80% dos quais foram recrutados pela polícia austríaca), era o maior escritório da Gestapo fora de Berlim. Estima que 50 mil pessoas foram interrogadas ou torturadas lá. A Gestapo em Viena foi chefiada por Franz Josef Huber, que também atuou como chefe da Agência Central de Emigração Judaica em Viena. Embora seus líderes de fato fossem Adolf Eichmann e mais tarde Alois Brunner, Huber foi, no entanto, foi responsável pela deportação em massa de judeus austríacos.

## Atividade pós-guerra e consequências

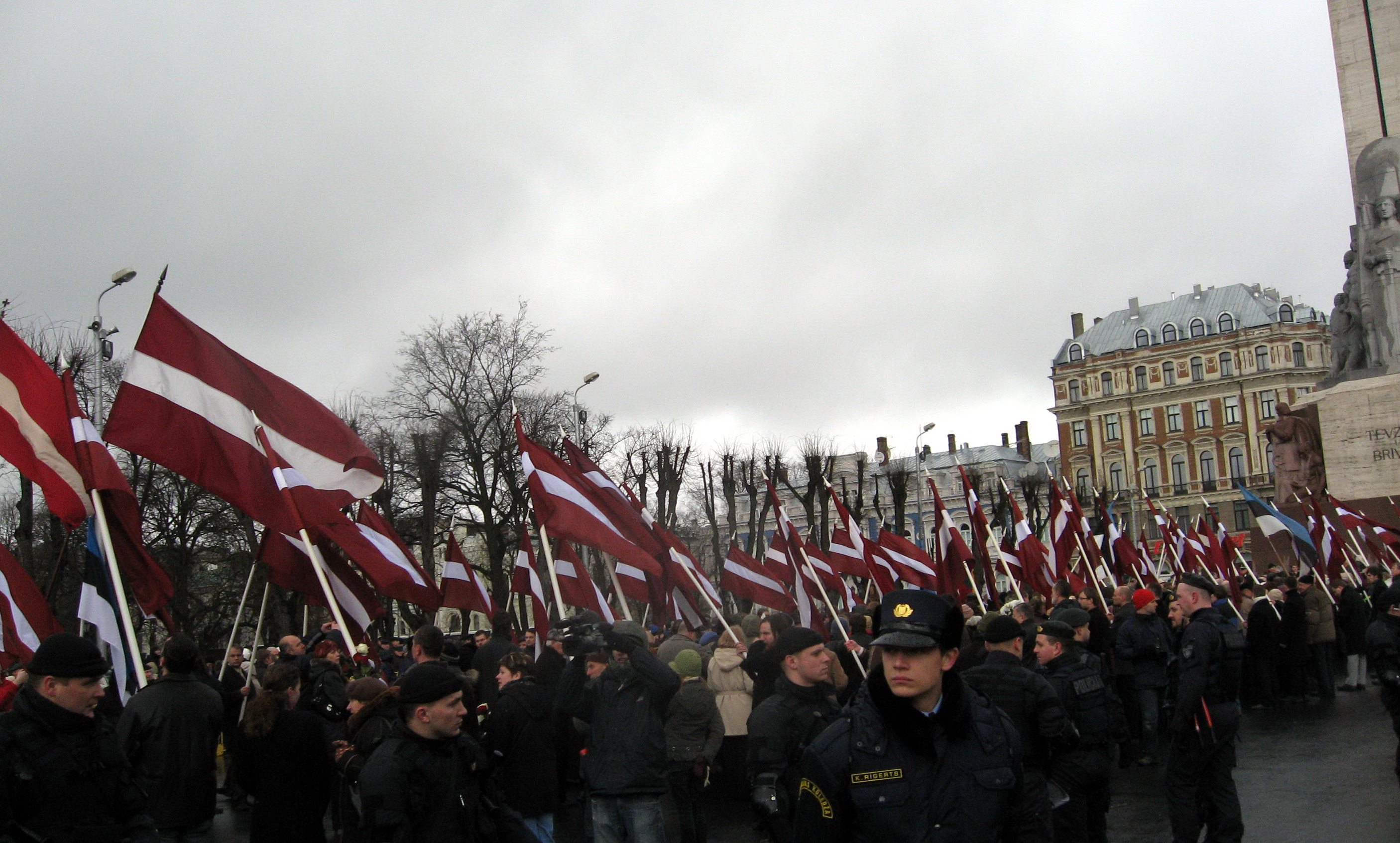
Dia da Memória dos Legionários Letões, 16 de março de 2008

Após o colapso da Alemanha Nazista, a SS deixou de existir. Muitos membros da SS ainda comprometidos com a ideologia nazista, permaneceram soltos na Alemanha e em toda a Europa. Em 21 de maio de 1945, os britânicos capturaram Heinrich Himmler, que estava disfarçado e usando um passaporte falso. Em um campo de prisioneiros perto de Luneburgo, ele se suicidou mordendo uma cápsula de cianeto. Vários outros membros importantes da SS fugiram, mas alguns foram rapidamente capturados. Ernst Kaltenbrunner, chefe da RSHA era um chefe da SS de mais alto escalão sobrevivente após o suicídio de Himmler, foi capturado e preso nos Alpes da Baviera. Ele estava entre os 24 réus julgados nos Julgamentos de Nuremberg entre 1945 e 1946.
Alguns membros da SS estavam sujeitos a execução sumária, tortura e espancamentos nas mãos de prisioneiros libertados, pessoas deslocadas ou soldados aliados. Soldados americanos do 157.ª Regimento, que entraram no campo de concentração de Dachau em abril de 1945 e viram a privação e crueldade humana cometida pela SS, mataram alguns dos guardas restantes. Em 15 de abril de 1945, tropas britânicas entraram em Bergen-Belsen. Eles obrigavam os guardas da SS a passar fome, os fizeram trabalhar sem interrupções, os forçaram a lidar com os cadáveres restantes e os apunhalaram com baionetas ou os golpeavam com suas armas, se diminuíssem o ritmo. Alguns membros do Corpo de Contrainteligência do Exército dos Estados Unidos entregaram guardas da SS capturados para campos de pessoas deslocadas, onde sabiam que estariam sujeitos a execução sumária.

### Tribunal Militar Internacional de Nuremberg

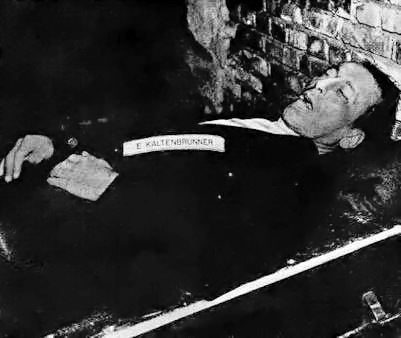
Ernst Kaltenbrunner após a execução por enforcamento em 16 de outubro de 1946

Os Aliados iniciaram procedimentos legais contra os nazistas capturados, estabelecendo o Tribunal Militar Internacional em Nuremberg em 1945. O primeiro julgamento de crimes de guerra de 24 figuras proeminentes como Hermann Göring, Albert Speer, Joachim von Ribbentrop, Alfred Rosenberg, Hans Frank e Ernst Kaltenbrunner ocorreu em novembro de 1945. Eles foram acusados de quatro acusações: conspiração, travando uma guerra de agressão, crimes de guerra e crimes contra a humanidade, violando o direito internacional. Doze receberam a pena de morte, incluindo Kaltenbrunner, que foi condenado por crimes contra a humanidade e executado em 16 de outubro de 1946. O ex-comandante de Auschwitz, Rudolf Höss, que testemunhou em nome de Kaltenbrunner e outros, foi julgado e executado em 1947.
Julgamentos e condenações adicionais da SS foram seguidos. Muitos réus tentaram se exaltar usando a desculpa de que estavam apenas seguindo ordens superiores, que eles tiveram que obedecer incondicionalmente como parte de seu juramento e dever. Os tribunais não acharam que fosse uma defesa legítima. Um julgamento de 40 oficiais e guardas da SS de Auschwitz ocorreu em Cracóvia em novembro de 1947. A maioria foi considerada culpada e 23 receberam a pena de morte. Além dos julgados pelos Aliados ocidentais, estima-se que 37 mil membros da SS foram julgados e condenados nos tribunais soviéticos. As sentenças incluíam enforcamentos e longos períodos de trabalho forçado. Piotr Cywiński, diretor do Museu Estatal de Auschwitz-Birkenau, estima que dos 70 mil membros da SS envolvidos em crimes em campos de concentração, apenas 1,65 mil a 1,7 mil foram julgados após a guerra. O Tribunal Militar Internacional declarou a SS uma organização criminosa em 1946.

### Fugas

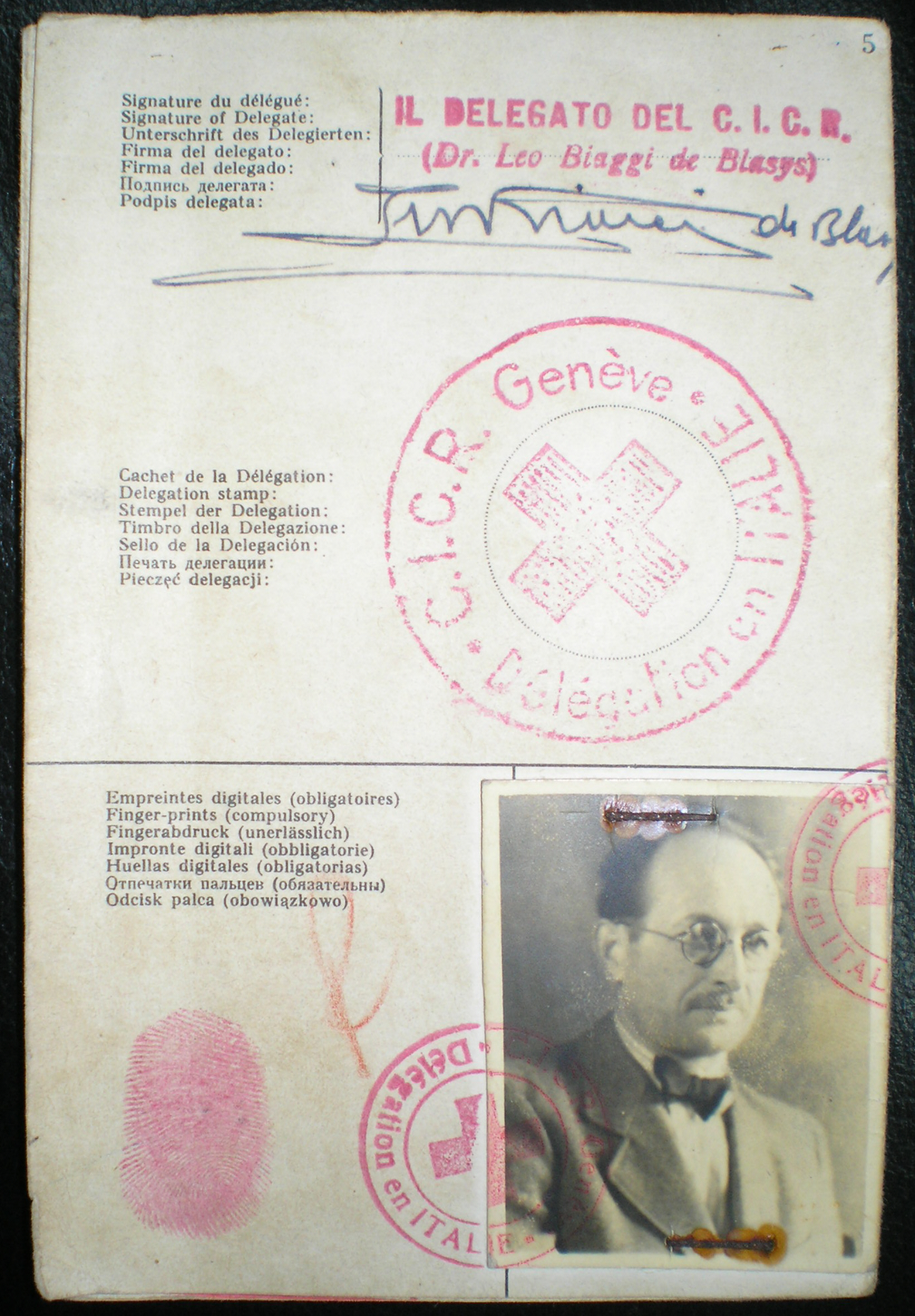
Passaporte da Cruz Vermelha sob o nome de "Ricardo Klement" que Adolf Eichmann usou para entrar na Argentina em 1950

Após a guerra, muitos ex-nazistas fugiram para a América do Sul, especialmente para a Argentina, onde foram recebidos pelo regime de Juan Domingo Perón. Na década de 1950, Lothar Hermann, ex-detento de Dachau, descobriu que "Ricardo Klement", morador de Buenos Aires, era de fato Adolf Eichmann, que em 1948 obteve uma identificação falsa e uma autorização de desembarque para a Argentina através de uma organização dirigida pelo bispo Alois Hudal, um clérigo austríaco com simpatias nazistas, depois residindo na Itália. Eichmann foi capturado em Buenos Aires em 11 de maio de 1960 pela Mossad, a agência de inteligência de Israel. Em seu julgamento em Jerusalém em 1961, ele foi considerado culpado e condenado à morte por enforcamento. Eichmann foi citado como tendo declarado: "Vou pular na gargalhada porque o fato de ter a morte de cinco milhões de judeus [ou inimigos do Reich, como ele mais tarde afirmou ter dito] em minha consciência me dá uma satisfação extraordinária". Franz Stangl, comandante de Treblinka, também fugiu para a América do Sul com a assistência da rede de Hudal. Ele foi deportado para a Alemanha Ocidental em 1967 e condenado à prisão perpétua em 1970. Ele morreu em 1971.
Josef Mengele, preocupado que sua captura significasse uma sentença de morte, fugiu da Alemanha em 17 de abril de 1949. Auxiliado por uma rede de ex-membros da SS, ele viajou para Gênova, onde obteve um passaporte sob o pseudônimo "Helmut Gregor" do Comitê Internacional da Cruz Vermelha. Ele navegou para a Argentina em julho. Consciente de que ainda era um homem procurado, se mudou para o Paraguai em 1958 e o Brasil em 1960. Nos dois casos, ele foi auxiliado pelo ex-piloto da Luftwaffe Hans-Ulrich Rudel. Mengele sofreu um derrame enquanto nadava e se afogou em 1979.
Milhares de nazistas, incluindo ex-membros da SS como o guarda de Trawniki Jakob Reimer e o colaborador circassiano Tscherim Soobzokov, fugiram para os Estados Unidos sob o disfarce de refugiados, às vezes usando documentos forjados. Outros homens da SS, como Soobzokov, Wilhelm Höttl, oficial da Sicherheitsdienst (SD), Otto von Bolschwing, assessor de Eichmann e acusado de crime de guerra Theodor Emil Saevecke, foram empregados por agências de inteligência americanas contra os soviéticos. Como observou o oficial da CIA Harry Rositzke: "Era um negócio visceral usar qualquer bastardo, desde que ele fosse anticomunista ... A ânsia ou desejo de recrutar colaboradores significa que, com certeza, você não examinou suas credenciais com muita atenção". Da mesma forma, os soviéticos usaram os membros da SS após a guerra; A Operação Theo, por exemplo, disseminou "rumores subversivos" na Alemanha ocupada pelos Aliados.
Simon Wiesenthal e outros especularam sobre a existência de uma rede de fugitivos nazistas chamada ODESSA (sigla para Organisation der ehemaligen SS-Angehörigen, organização de ex-membros da SS) que supostamente ajudou criminosos de guerra a encontrar refúgio na América Latina. A escritora britânica Gitta Sereny, que conduziu entrevistas com homens da SS, considera a história falsa e atribui as fugas ao caos do pós-guerra e à rede de Hudal no Vaticano. Enquanto a existência da ODESSA permanece não comprovada, Sereny observou que "certamente houve vários tipos de organizações de ajuda aos nazistas após a guerra, seria surpreendente se não houvesse".